# Liste des rues de Vienne-Döbling
Liste des rues de Döbling, XIXe arrondissement de Vienne.

## A

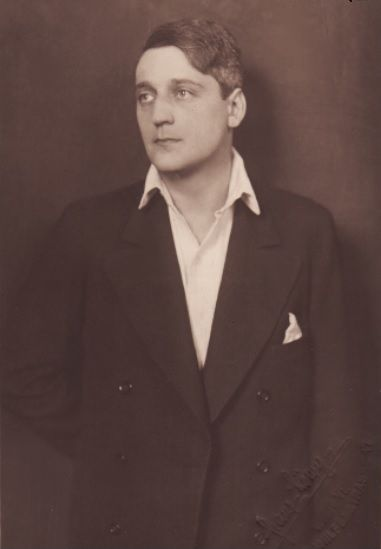
Raoul Aslan.

- Adolf-Raupenstrauch-Gasse, nommée en 1979 en l'honneur de Dr. Gustav Adolf Raupenstrauch (1859–1943), Chimiste et découvreur du Lysol.
- Agnesgasse, renommée en 1894 en l'honneur de Agnès de Franconie, qui selon la légende avait perdu et retrouvé son voile à cet endroit, où l'on fonda plus tard le couvent de Klosterneuburg. Précédemment Neustiftgasse.
- Ährengrubenweg, nommée en 1994 d'après le nom d'un lieu-dit. Aussi Ahrengrüben. Contrairement aux lieux-dits voisins où l'on faisait pousser de la vigne, il y poussait des céréales.
- Alfred-Wegener-Gasse, nommée en 1933 en l'honneur de l'explorateur polaire et professeur Alfred Wegener (1880–1930). Wegener participa à deux expéditions au Groenland et est connu pour sa théorie de la dérive des continents.
- Am Kahlenberg, selon la colline qui la porte : le Kahlenberg
- Am Leopoldsberg, selon la colline qui la porte : le Leopoldsberg
- Am Neustiftblick, nommée en 2003 d'après le nom d'un lieu-dit
- Am Weingebirg, nommée en 1974 d'après le nom d'un ancien lieu-dit
- Amalgergasse, nommée en 1903 en l'honneur du premier habitant de ce lieu, le paysan nommé Amalger
- An den langen Lüssen, nommée en 1894 (officiellement 1908) par le nom d'un marécage. Précédemment Friedhofstrasse et Grinzinger Friedhofstrasse.
- An der Zwerchwiese, nommée en 1936 d'après un ancien nom de ruisseau (anc. all. Zwerch), de travers, le ruisseau coulant sans doute en travers d'une prairie (all. Wiese).
- Anton-Karas-Platz, nommée en 1990 en l'honneur du joueur de cithare Anton Karas (1906–1985) (« Le Troisième Homme »)
- Arbesbachgasse, nommée en 1904 d'après Arbesbach (en), un affluent largement recouvert du Krottenbach
- Arlethgasse, nommée en 1972 en l'honneur d'Emmerich Arleth (1900–1965). Arleth était acteur, chanteur, et interprète connu des chansons viennoises. En outre, il a exercé des fonctions syndicales.
- Armbrustergasse, nommée en 1894 en l'honneur de Johann Melchior Armbruster (1761–1814). Armbruster était auteur, rédacteur et éditeur de journaux, et il a fondé la première bibliothèque de prêt publique. Précédemment Wiener Strasse.
- Aslangasse, nommée en 1961 en l'honneur de Raoul Aslan (1886–1958), acteur, régisseur et directeur (1945–1948) du Burgtheater
- Aussichtsweg, nommé en 1891 d'après la belle vue (all. Aussicht) qu'on y a sur Vienne. Précédemment, en partie Schulweg.

## B

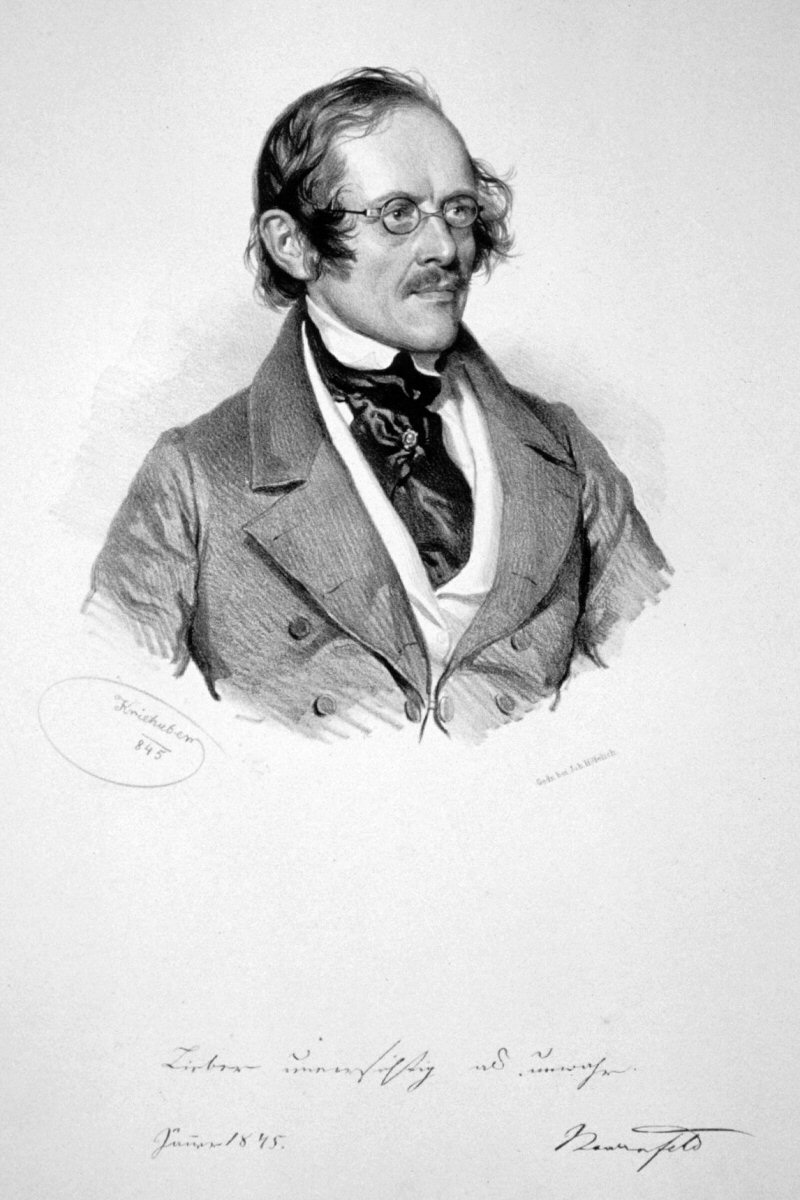
Eduard von Bauernfeld, Lithographie de Joseph Kriehuber1845

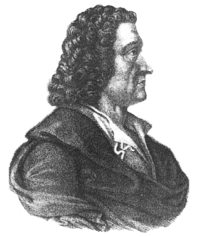
Johann Friedrich Böttger

- Baaderwiesenweg, nommé en 1997 d'après le nom d'un lieu-dit (Baader Wiese). Ce nom évoque la propriété d'un barbier (Bader en all.)
- Bachofengasse, nommée environ en 1886 en l'honneur du brasseur, et maire de Nussdorf, Adolf Bachofen von Echt (1830–1922). Von Echt était également numismate et, de 1891 à 1895 membre libéral du conseil municipal.
- Barawitzkagasse, nommée en 1873 en l'honneur de l'industriel Stephan Barawitzka (1807–1891), conseiller municipal d'Oberdöbling
- Bauernfeldgasse, nommée en 1904 en l'honneur de l'écrivain Eduard von Bauernfeld (1802–1890)
- Beethovengang, nommé en 1864/69 en l'honneur de Ludwig van Beethoven qui habita longtemps à Heiligenstadt et dont c'était la promenade favorite.
- Bellevuestrasse, nommée en 1894 d'après l'ancien château de Bellevue. À sa place, la commune de Vienne construit en 1963 un restaurant de tourisme, démoli en 1982. Précédemment Himmelstrasse.
- Bernatzikgasse, nommée en 1957 en l'honneur du sociologue et écrivain Univ.-Prof. Dr. Hugo Adolf Bernatzik (1897–1953)
- Biedergasse, nommée en 1876 en l'honneur du maire d'Oberdöbling, et marchand de ciment Eduard Bieder (1820–1883)
- Billergasse, nommée en 1895 en l'honneur du commissaire impérial et donateur au Kahlenbergerdorf Johann Baptist Freiherr von Biller († 1793)
- Billrothstrasse, nommée en 1894 en l'honneur du chirurgien Dr. Theodor Billroth (1829–1894) . Précédemment (1796) An der Stiege et In den Sätzen et jusque 1894 Hirschengasse et Grinzinger Strasse.
- Blaasstrasse, nommée en 1895 en l'honneur du peintre Carl Ritter von Blaas (1815–1894). Il a réalisé entre autres les fresques de l'église d'Altlerchenfeld et le tableau du maître-autel de l'église de St Jean l'Évangéliste, place Kepler.
- Blanche-Aubry-Weg, nommé en 1998 en l'honneur de l'actrice au Burgtheater Blanche Aubry (1921–1986)
- Bloschgasse, nommée en 1895 en l'honneur du curé de Kahlenberger Georg Dunstan Blosch (1834–1892)
- Bockkellerstrasse, nommée en 1888 d'après le débit de bière éponyme fondé en 1842 et détruit en 1845
- Böhmmühlgasse, nommée en 1894 en l'honneur de Johann Böhmühl, le propriétaire de l'ancien moulin (all. Mühle) du couvent. Précédemment Mühlgasse.
- Borkowskigasse, nommée en 1910 en l'honneur de l'architecte et urbaniste Carl von Borkowski (de) (1835–1905), fondateur du Cottage (de)
- Börnergasse, nommée en 1958 en l'honneur de l'écrivain, médecin et pédagogue Wilhelm Börner (1882–1951). Börner propage le concept de bibliothèque populaire, est envoyé en 1938 en camp de concentration, mais peut émigrer sur intervention des États-Unis. Il revient en Autriche en 1948.
- Boschstrasse, nommée en 1889 en l'honneur de Franz Xaver Bosch (1790–1860), industriel, juge local et fondateur de la brasserie de Nussdorf,
- Böttgerweg, nommé en 1930 en l'honneur du fondateur de l'industrie de la porcelaine en Europe Johann Friedrich Böttger (1682–1719)
- Brechergasse, nommée en 1898 en l'honneur du Dr. Moritz von Brecher (1831–1896), médecin et citoyen d'honneur de Sievering. Précédemment Wiesendorferstrasse.
- Bretschneidergasse, nommée en 1930 en l'honneur de Ludwig August Bretschneider (de) (1860–1920), sculpteur et social-démocrate (SPÖ). Brettschneider était collaborateur de Victor Adler et a largement contribué aux efforts d'unification de la social-démocratie en 1888/89. Ensuite il est rédacteur de l'Arbeiter-Zeitung, en 1907–1918 député à l'Assemblée du Reich et en 1918–1927 député à l'Assemblée Nationale.
- Büdingergasse, nommée en 1929 en l'honneur de Dr. Max Büdinger (de) (1828–1902), historien et professeur à l'université de Vienne. Il a notamment écrit l'Histoire de l'Autriche jusqu'à la fin du XIIIe siècle. Nommée entre 1942 et 1945 Hans-Hirsch-Gasse.
- Budinskygasse, nommée en 1905 en l'honneur du Dr. Julius Budinsky qui a offert à la commune une parcelle lors de l'agrandissement du cimetière de Grinzing
- Buttenweg, nommé d'après la Butte, le panier pour porter les grappes à la vendange.

## C
- Cebotariweg, nommé en 1958 en l'honneur de Maria Cebotari (1911–1949), cantatrice qui a participé à partir de 1931 au festival de Salzbourg et est venue à Vienne en 1947.
- Celtesgasse, nommée en 1894 en l'honneur de Conrad Celtes (1459–1508), humaniste et poète. Précédemment Berggasse.
- Chimanistrasse, nommée en 1894 en l'honneur de Leopold Chimani (1774–1844), écrivain. Précédemment Marienstrasse.
- Chmelgasse, nommée en 1961 en l'honneur Josef Chmel (1798–1858), historien et bibliothécaire. Chmel a fait avancer la recherche documentaire sur l'histoire du Moyen Âge (« Monumenta Habsburgica »).
- Cilli-Löwinger-Weg, nommé en 1979 en l'honneur de Cilli Löwinger (1877–1949), actrice populaire.
- Cobenzlgasse, nommée en 1894 en l'honneur du comte Johann Philipp von Cobenzl (de) (1741–1810). Il était expert financier de renom, chancelier de cour et vice-chancelier. Après la dissolution de l'ordre des Jésuites, il achète le Reisenberg et y bâtit un château. Précédemment Sommerzeile, puis Bräuhaus et Berggasse.
- Cottagegasse, nommée en 1886 d'après le Cottage (de)

## D

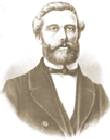
Moritz Schreber.

- Dänenstrasse, nommée en 1930 en mémoire de l'aide apportée par le Danemark à la suite de la première Guerre mondiale. Précédemment Dänenplatz, et jusqu'en 1919 Maridiangasse.
- Daringergasse, nommée en 1894 en l'honneur de Hans Georg Daringer qui avait, en 1606 érigé la colonne de la peste que l'on trouve ici. Précédemment Grinzinger Strasse.
- Delugstrasse, nommée en 1931 en l'honneur du peintre Alois Delug (1859–1930), qui avait pris l'initiative de maisons d'artistes sur le Rosenhügel (de) et à Grinzing.
- Dennweg, nommé en 1913 d'après le lieu-dit de ce nom dès 1318.
- Devrientgasse, nommée en 1930 en l'honneur de Max Devrient (de) (1857–1929), régisseur et acteur du Burgtheater. Précédemment Prälatenkreuzgasse.
- Diemgasse, nommée en 1877 en l'honneur d'Anton Diem (1837–1876), maire de Nussdorf (1874–1876)
- Dionysius-Andrassy-Strasse, nommée en 1905 en l'honneur de Franziska Seraphika Andrassy (1836–1902). L'épouse du comte Dionysius-Andrassy († 1913) a fait des fondations caritatives.
- Döblinger Gürtel, nommé en 1903 pour conserver le vieux nom de village. Précédemment Gürtelstrasse ; à l'origine passait par là le mur de Vienne.
- Döblinger Hauptstrasse, renommée en 1894 après l'incorporation de Döbling à Vienne de 1892. Précédemment Auf der Osterleiten, puis vers 1800 Hofzeile, puis Hauptgasse et enfin Hauptstrasse.
- Dollinergasse, nommée en 1894 en l'honneur du Dr. Thomas Dolliner (1760–1839), juriste et historien. Dolliner est en 1801 professeur de droit canonique à Prague, vient en 1805 à Vienne et devient en 1810 professeur de droit canonique. Précédemment Ferdinandsgasse.
- Donaupromenade, nommée d'après le Danube (Donau en all.) proche
- Donaustrasse, idem
- Donauwartesteig, nommé d'après le vignoble « Donauwarte »
- Dr.-Eduard-Heinl-Gasse, nommée en 1961 en l'honneur du politicien Dr. Eduard Heinl (de) (1880–1957). Heinl a été de 1919 à 1934 député chrétien-social à l'Assemblée Nationale, en 1920/21 ministre du commerce, entre 1930 et 1932 ministre fédéral du commerce et du transport.

Après la guerre, de 1946 à 1948 ministre fédéral du commerce et de la reconstruction (ÖVP).
- Dreimarksteingasse, nommée en 1952 d'après le lieu-dit Dreimarkstein (de). Précédemment Am Dreimarkstein, et jusqu'à 1894 Herrengasse.
- Dr.-Schreber-Gasse, nommée en 1927 en l'honneur de Moritz Schreber (1808–1861), médecin et pédiatre. Dans certains pays, les jardins familiaux portent son nom.

## E

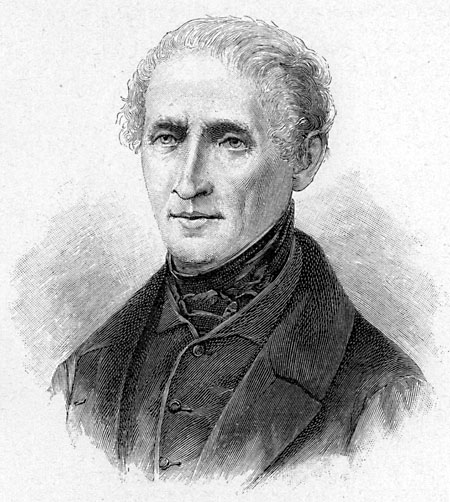
Joseph Freiherr von Eichendorff

- Eduard-Pötzl-Gasse, nommée en 1925 en l'honneur de Eduard Pötzl (de) (1851–1914), écrivain régionaliste et journaliste. À l'origine Friedlgasse, puis Josef-Friedl-Gasse.
- Eduard-Reyer-Gasse, nommée en 1930 en l'honneur du Dr. Eduard Reyer (de) (1849–1914), géologue et professeur d'université.
- Eichelhofstrasse, nommée en 1874 d'après une ancienne ferme, Eichelhof, déjà mentionnée en 1358. Précédemment Am Berg.
- Eichelhofweg, nommé officiellement en 1961. Conduisait dans le passé du village à Eichelhof. Cf. Eichelhofstrasse
- Eichendorffgasse, nommée en 1902 en l'honneur du poète Joseph von Eichendorff (1788–1857), qui a vécu en 1846/47 à Vienne.
- Eisenbahnstrasse, nommée en 1873 à Nussdorf, puis en 1905 sur toute sa longueur d'après la voie ferrée François-Joseph (de), construite en 1871/72, parallèlement à l'Eisenbahnstrasse (voie ferrée : all. Eisenbahn).
- Eisernenhandgasse, nommée en 1895 d'après l'auberge Zur eisernen Hand sur le Kahlenberg benannt[pas clair].
- Elmargasse, nommée en 1894 en l'honneur de Karl Elmar (1815–1888), acteur et écrivain. Karl Elmar (sous le pseudonyme de « Karl Swiedak ») a écrit environ 130 pièces de caractère populaire. Précédemment Döblingergasse.
- Erbsenbachgasse, nommée en 1876 d'après l'Erbsenbach, ancien nom de l'Arbesbach (en), qui y coulait.
- Ernst-Karl-Winter-Weg, nommé en 1988 en l'honneur de Ernst Karl Winter (de), puliciste et politicien
- Eroicagasse, nommée en 1894 en l'honneur de la Symphonie n° 3 Beethovens « héroïque » benannt. Précédemment Beethovengasse.
- Escherichgasse, nommée en 1919 en l'honneur du pédiatre Dr. Theodor Escherich (1857–1911)
- Ettingshausengasse, nommée en 1913 en l'honneur de Andreas von Ettingshausen (1797–1878), mathématicien et physicien. Précédemment Hohenwartgasse.
- Eyblergasse, nommée en 1894 en l'honneur de Joseph von Eybler (1764–1846), compositeur. À l'origine Zinkengasse, puis Kirchengasse.

## F
- Fahnenweg, nom officieux
- Feilergasse, nommée à une date inconnue en l'honneur de l'industriel Franz von Feiler (1801–1862), qui avait également vers 1840 un casino. Bienfaiteur de la commune de Grinzing.
- Felix-Braun-Gasse, nommée en 1977 en l'honneur de Felix Braun (1885–1973), écrivain.
- Felix-Dahn-Strasse, nommée en 1912 en l'honneur du poète Felix Dahn (1834–1912).
- Felix-Mottl-Strasse, nommée en 1911 en l'honneur du chef d'orchestre et compositeur Felix Mottl (1856–1911). Précédemment Prinz-Eugen-Strasse.

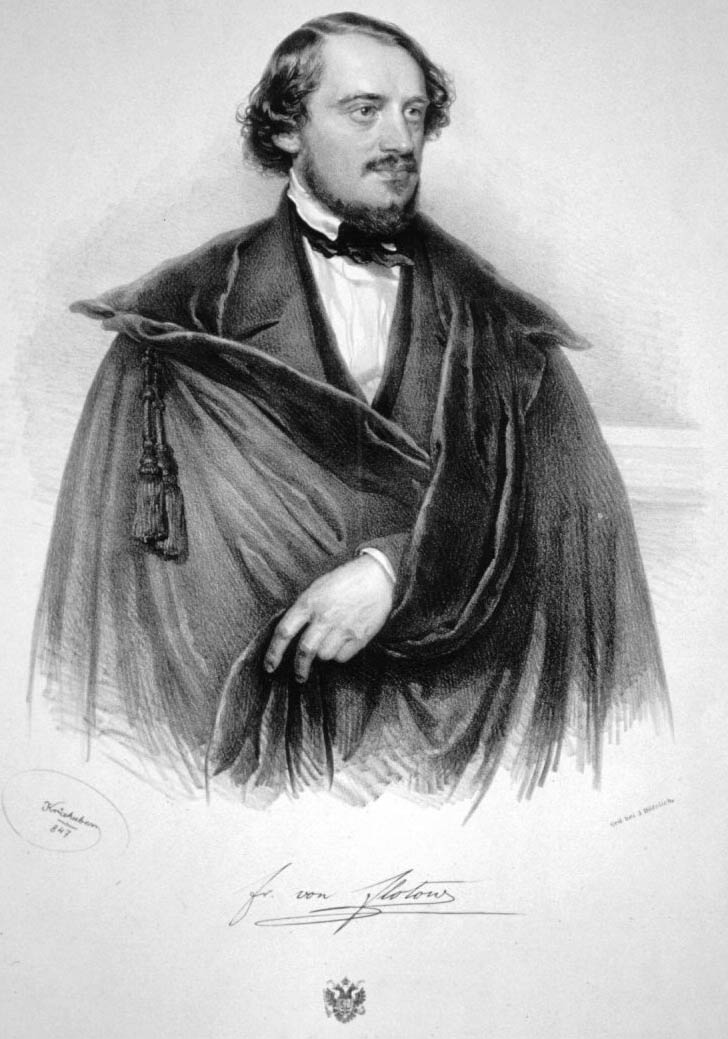
Friedrich von Flotow ; Lithographie de Joseph Kriehuber 1847

- Fickertgasse, nommée en 1926 en l'honneur d'Auguste Fickert (1855–1910), professeur et réformatrice sociale. Fickert fonde en 1893 l'« Association générale des femmes autrichiennes » (Allgemeiner österreichischer Frauenverein) et fait campagne pour l'égalité des droits et le droit de vote des femmes.
- Flemminggasse, nommée en 1909 en l'honneur du feld-maréchal Heino Heinrich von Flemming (1632–1706)
- Flotowgasse, nommée en 1889 en l'honneur du compositeur d'opéras Friedrich von Flotow (1812–1883)
- Formanekgasse, nommée en 1891 en l'honneur de Karl Formanek (1814–1886), maître ébéniste. Maire d'Unterdöbling (1867-1885).
- Franz-Klein-Gasse, nommée en 1926 en l'honneur du Dr. Franz Klein (1854–1926), juriste et politicien. À l'origine Gaswerkgasse, puis en 1917 Exportakademiestrasse.
- Freihofgasse, nommée en 1894 d'après le statut d'alleu (Freihof en all.) du couvent d'Altenburg. Précédemment Bräuhausgasse.
- Friedlgasse, nommée en 1874 en l'honneur de Josef Ferdinand Friedl (1813–1870), conseiller municipal d'Oberdöbling.
- Frimmelgasse, nommée en 1940 en l'honneur du Dr. Theodor von Frimmel (de) (1853–1928), médecin et historien de l'art.
- Fröschelgasse, nommée en 1894 en l'honneur de Berthold Ignaz Fröschel (1813–1882), curé de Sievering und prieur de Klosterneuburg. Précédemment Severinusgasse.
- Fuhrgassel, nommé officiellement en 1962 d'après une dénomination coutumière, désignant probablement un chemin utilitaire.
- Fürfanggasse, nommée en 1910 d'après un lieu-dit. Plusieurs significations sont possibles : Vür fang représente une ancienne mesure de sols pour les vignes ; Fürfang était une taxe à payer à l'exécuteur du tribunal régional pour aller chercher les malfaiteurs à la frontière de la commune ; le lieu-dit Fürfangeln était dans le temps un marais à Unterdöbling. Probablement, le lieu de la remise à Unterdöbling (dans le 2e sens) se situait ici sur le Hungerberg.

## G
- Gallmeyergasse, nommée en 1928 en l'honneur de Josefine Gallmeyer (1838–1884), actrice et écrivain. Précédemment, partie de la Dionysius-Andrassy-Strasse.
- Gatterburggasse, nommée en 1894 en l'honneur de la comtesse Therese Gatterburg (1783–1849). La comtesse Gatterburg était suzeraine d'Oberdöbling, et possédait de 1811 à 1819 le château (« Gatterburg »). Précédemment Theresiengasse.
- Gebhardtgasse, nommée en 1894 en l'honneur de Gebhardt von Döbelich. En 1357, Döbelich était suzerain de Döbling. Il descendait d'une famille noble de Basse-Autriche. Précédemment Leopoldigasse.
- Geigeringasse, nommée en 1895 d'après le lieu-dit marécageux, le long du Waldbach au Kahlenbergerdorf, au nord de l'église. Il se prolongeait à l'ouest par un autre marécage, Kuchelviertel. Le nom du propriétaire avec le suffixe -in est documenté pour la première fois en 1377, et désignait probablement une prairie.

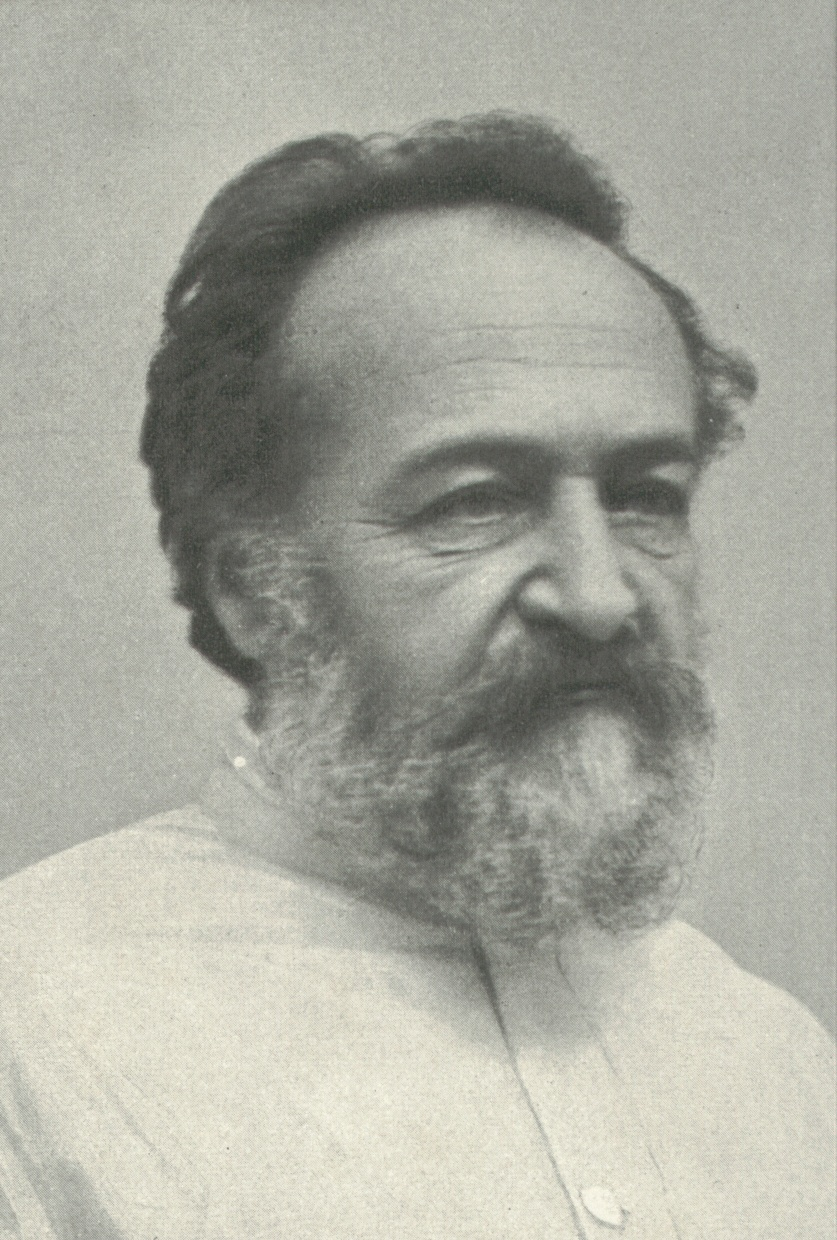
.

- Geistingergasse, nommée en 1928 en l'honneur de Marie Geistinger (1833–1903), actrice et cantatrice. Précédemment Dionysius-Andrassy-Strasse.
- Gerhard-Wolff-Weg, nommé en 2007 en l'honneur du vigneron Gerhard Wolff (1927–1988).
- Gersunygasse, nommée en 1924 en l'honneur du chirurgien Dr. Robert Gersuny (de) (1844–1924). De 1938 à 1947, s'appelait Dumreichergasse.
- Geweygasse, nommée en 1894 en l'honneur de Franz Xaver Gewey (de) (1764–1819), écrivain et acteur. Précédemment Adlergasse.
- Glanzinggasse, nommée en 1907 d'après un lieu-dit. Le village de Chlaitzing dans la vallée du Krottenbach à l'est de Neustift am Walde est mentionné pour la première fois en 1298. À la fin du XIVe siècle, le nom n'existait plus que comme ruisseau de vigne.
- Glatzgasse, nommée en 1895 en l'honneur de Jakob Glatz (de) (1776–1831), écrivain et prédicateur. À l'origine Rosinagasse, puis Mostlergasse, puis Artariagasse.
- Goltzgasse, nommée en 1908 en l'honneur de Joachim Rüdiger von der Goltz (de) (1623–1683). Goltz participa en 1683 à la tête des troupes saxonnes au deuxième siège de Vienne par les Turcs.
- Görgengasse, nommée en 1917 en l'honneur de Bruno Görgen (de) (1777–1842), neurologue. Görgen, à l'origine médecin-chef de l'asile de l'hôpital général, se tourna ensuite vers la clinique privée de Gumpendorf, et en 1830 à Oberdöbling. Il s'opposa aux mesures de coercition dans le traitement.
- Gräfweg, nommé en 1988 en l'honneur des fondateurs de la firme Gräf & Stift : Heinrich Gräf (1877–1943), Karl Gräf (1871–1939) und Franz Gräf, qui construisirent en 1897 leur première automobile. Gräf & Stift ont eu longtemps une grande usine près de la Krottenbachstrasse.
- Gregor-Mendel-Strasse, nommée en 1934 en l'honneur de Gregor Mendel (1822–1884), pionnier de la génétique. Précédemment Hochschulstrasse.
- Greinergasse, nommée en 1894 en l'honneur de Ferdinand Greiner (1798–1889), juge et maire. Il fut le dernier juge local de Nussdorf (1845–1848), et le premier maire de la commune (1850 à 1861, puis 1864 à 1867 et 1885 à 1889). Précédemment Herrengasse et Kirchengasse.
- Grinzinger Allee, nommée en 1894 d'après le village de Grinzing. Précédemment Wiener Strasse et Grinzinger Strasse.
- Grinzinger Steig, nommé en 1911 d'après le village de Grinzing
- Grinzinger Strasse, nommée en 1894 en souvenir du village de banlieue Grinzing. Précédemment, une partie formait la Heiligenstädter Strasse.
- Gspöttgraben,nommée d'après le fossé (Graben en all.) du même nom, qui descend du sommet d'Obersievering et débouche dans l'Arbesbach. (Adresse postale de Am Himmel et de la chapelle de Sissi).
- Gugitzgasse, nommée en 1966 en l'honneur de Gustav Gugitz (de) (1874–1964), écrivain et historien de la culture.
- Guneschgasse, nommée en 1894 en l'honneur de Andreas von Gunesch (de) (1799–1875), superintenant de la paroisse évangélique.
- Gunoldstrasse, nommée environ en 1874 en l'honneur de Franz Michael Gunold (1797–1879), marchand de bois. Gunold a été de 1837 à 1845 juge local de Nussdorf, et fit don à la commune du terrain pour la construction de la rue.
- Gustav-Pick-Gasse, nommée en 1966 en l'honneur de Gustav Pick (de) (1832–1921), compositeur de chansons viennoises. Il créa notamment le Fiakerlied.
- Gustav-Tschermak-Gasse, nommée en 1935 en l'honneur de Gustav Tschermak (1836–1927), minéralogiste. Précédemment Dittesgasse.
- Gymnasiumstrasse, nommée en 1894 d'après le lycée (all. Gymnasium) de Döbling, construit en 1887. Précédemment, dans le XVIIIe arrondissement Feldgasse,et dans le XIXe Währinger Weg.

## H
- Hackenberggasse, nommée en 1876 d'après le village de Hackenberg
- Hackenbergweg, nommé en 1992, idem
- Hackhofergasse, nommée en 1894 en l'honneur d'Ignaz Hackhofer (1785–1854), propriétaire, et fondateur d'une teinturerie à Nussdorf. Précédemment, jusque 1875 Berggasse, de 1875 jusque 1894 Färbergasse
- Halteraugasse, nommée en 1875 d'après une ancienne prairie (all. Au) sur le Danube, dans laquelle les Halter (anc. all. « bergers ») faisaient pâturer leurs troupeaux.
- Hameaustrasse, nommée en 1894 d'après le lieu-dit Hameau (de) ; François Maurice de Lacy y avait fait bâtir un jardin paysager et d'agrément. Précédemment Marienstrasse
- Hammerschmidtgasse, nommée en l'honneur de Karl Hammerschmidt (1804–1868), curé de Nussdorf. Précédemment Heiligenstädter Strasse
- Hammerschmiedgraben, nommée en 1894 en souvenir de la forge (all. Hammerschmiede) bâtie au bout du chemin.
- Hannplatz, nommée en 1924 en l'honneur de Julius von Hann, météorologue.
- Hansi-Niese-Gasse, nommée en 1935 en l'honneur de l'actrice Hansi Niese.
- Hans-Richter-Gasse, nommée en 1919 en l'honneur de Hans Richter, chef d'orchestre.
- Hardtgasse, nommée en 1894 d'après le lieu-dit mentionné depuis 1292 (Hart ou Hardt en anc. all. est la forêt). Précédemment Neugasse
- Hartäckerstrasse, idem. Précédemment Pötzleinsdorfer Strasse
- Hasenauerstrasse, nommée en 1894 en l'honneur de Karl Freiherr von Hasenauer, architecte. Précédemment Parkstrasse
- Haubenbiglstrasse, nommée en 1903 d'après un lieu-dit en forme de colline (all. Haube, « bonnet »). Précédemment partie de la Hungerbergstrasse
- Hauerweg, nommé en 1912 d'après un chemin utilisé par les vignerons [(Wein)hauer : tailleurs (de vigne)].
- Heiligenstädter Lände, date de dénomination inconnue. Précédemment Hufsteig
- Heiligenstädter Strasse, nommée en 1894 en souvenir du village de banlieue Heiligenstadt. À l'origine vers 1706 Nussdorfer Weg, puis de 1721 à 1894 Nussdorfer Strasse, de 1938 à 1945 en partie Berliner Strasse.

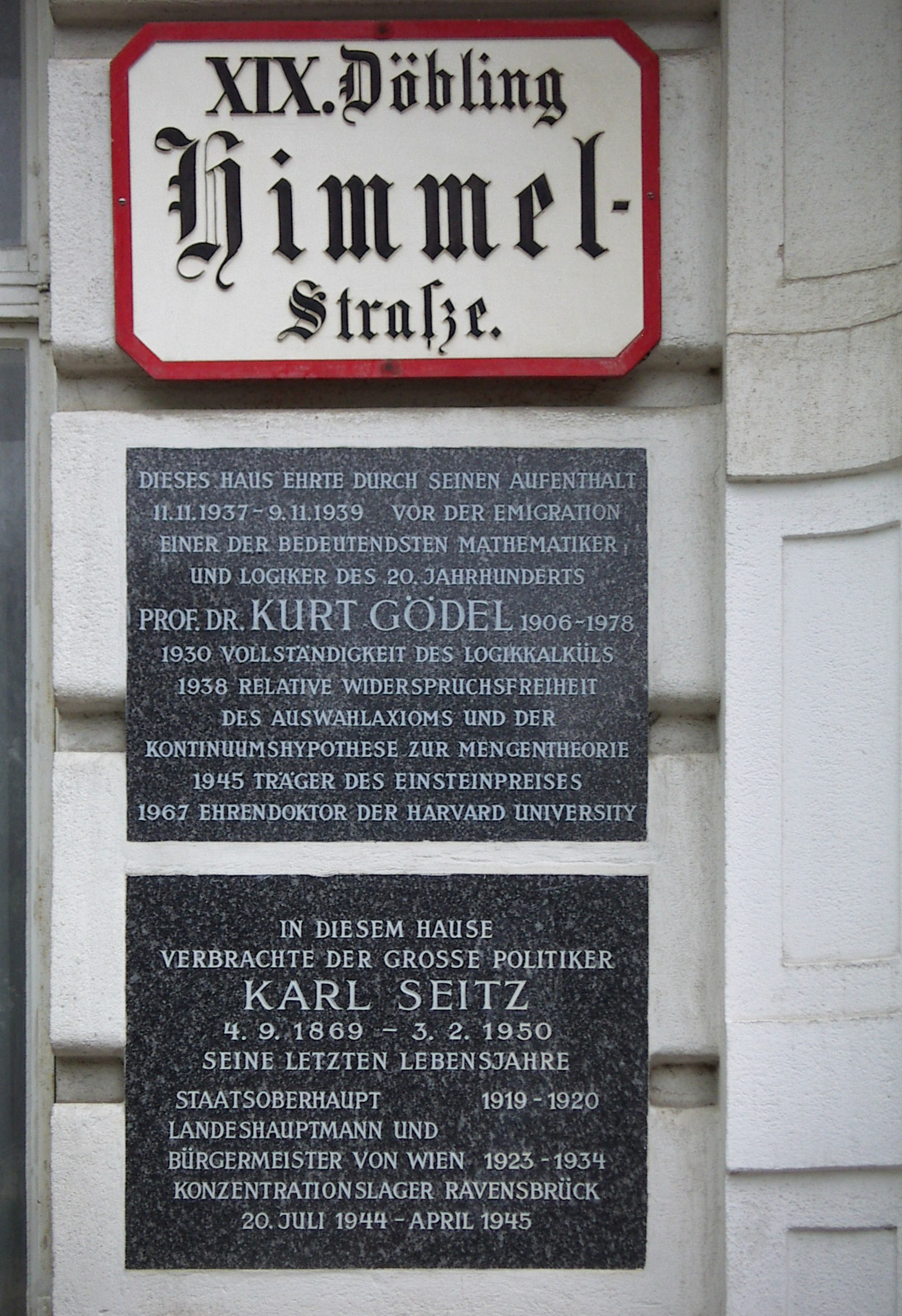
Plaque de la rue « Himmelstrasse » avec les plaques commémoratives de la résidence de Kurt Gödel et de Karl Seitz

- Heinz-Werner-Schimanko-Weg, nommé en 2007 en l'honneur de Heinz Werner Schimanko (de) (1944–2005), entrepreneur.
- Hermann-Pacher-G²asse, nommée en 1914 en l'honneur de Hermann Pacher (1834–1914), conseiller municipal de Währing. Précédemment Trepperweg
- Himmelstrasse, nommée en 1894 d'après l'auberge « Am Himmel ». À l'origine Winterzeil, puis Kirchengasse
- Hintergärtengasse, nommée en 1965 d'après la situation du lieu-dit (« jardins de derrière »).
- Hocheneggasse, nommée en 1960 en l'honneur du chirurgien Julius Hochenegg (de). Précédemment, depuis 1933, Kosselgasse
- Hofstädtengasse, nommée en 1962 d'après le lieu-dit Hofstätten.
- Hofzeile, nommée en 1894 en souvenir du « pâté impérial », premier pâté de maisons (all. Zeile) d'Oberdöbling, dans lequqel il y avait un terrain aménagé par l'impératrice Marie-Thérèse (« Pavillon Marie-Thérèse »)

Carte de la route des crêtes de Vienne

- Hohe Warte, nommée en 1894 d'après le lieu-dit, déjà documenté depuis 1135 ; en 1349 c'est le nom d'un ruisseau de vigne. Précédemment Wiener Strasse et Wollerstrasse ; jusqu'en 2004 résidence du président fédéral.
- Hohenauergasse, nommée en 1894 en l'honneur du maire d'Unterdöbling Paul Hohenauer. Précédemment Gärtnergasse
- Route des crêtes de Vienne (de), (all. Höhenstrasse) depuis 1935, relie les hauteurs des collines du Kahlenberg avec Grinzing et Neustift.
- Holzgasse, nommée en 1895 d'après les lieux de stockage du bois (all. Holz) le long du canal du Danube. Précédemment Quergasse
- Hornigweg, nommé en 1937 en l'honneur de Josef Hornig (1861–1911), compositeur de chansons viennoises.
- Hornspergsteig, date de dénomination et origine inconnues
- Huleschgasse, nommée en 1910 en l'honneur du Dr. Wilhelm Hulesch (1817–1906), curé de Döbling.
- Hungerbergstrasse, nommée en 1894 d'après le chemin vers le Hungerberg. À l'origine Heinikelgasse, puis Hohe-Warte-Gasse.
- Huschkagasse, date de dénomination inconnue, nommée en l'honneur de Franz Edler von Huschka (1751–1830), marchand de tissus et propriétaire (vers 1810) de l'alleu de Grinzing
- Hutweidengasse, nommée en 1874 d'après un lieu-dit (pâture, all. Weide).

## I
- Iglaseegasse, nommée en 1894 d'après l’Egelsee, zone de mares à sangsues, construite en 1836. Précédemment Peregringasse.
- In der Krim, nommée en 1905 d'après un lieu-dit d'Unterdöbling. Il est possible que le nom de ce lieu-dit vienne du propriétaire d'une auberge, Johann Grimmer, ou en souvenir de la guerre de Crimée (all. Krim) (1853–1856).

## J
- Jessengasse, nommée en 1930 en l'honneur de Christian Jessen (1835–1924), pédagogue, précurseur de la réforme scolaire autrichienne. Livres sur la pratique de l'école, livres de lecture pour les écoles.
- Josef-Hindels-Gasse, nommée en 2004 en l'honneur de Josef Hindels (de), syndicaliste et politicien.
- Jungherrnsteig, nommé en 1898 d'après le lieu-dit marécageux déjà mentionné en 1393 dans la vigne du couvent de Klosterneuburg

## K
- Kaasgrabengasse, nommée en 1892 (en 1876 à Untersievering) d'après un ruisseau qui y coulait. Le Kaasgraben, mentionné pour la première fois en 1331 sous le nom de Cheswassergraben, doit son nom (all. Käse « fromage ») probablement à son eau trouble et soufrée.
- Kahlenberger Strasse, nommée en 1873/75 d'après la colline et village de Kahlenberg. À l'origine Lange Gasse (Nussdorf), puis jusque 1873 - 1875 Kahlenberger Weg (Heiligenstadt).
- Kammerergasse, nommée en 1930 en l'honneur de Paul Kammerer (1880–1926), biologiste. De 1942 à 1945 Frobergergasse.

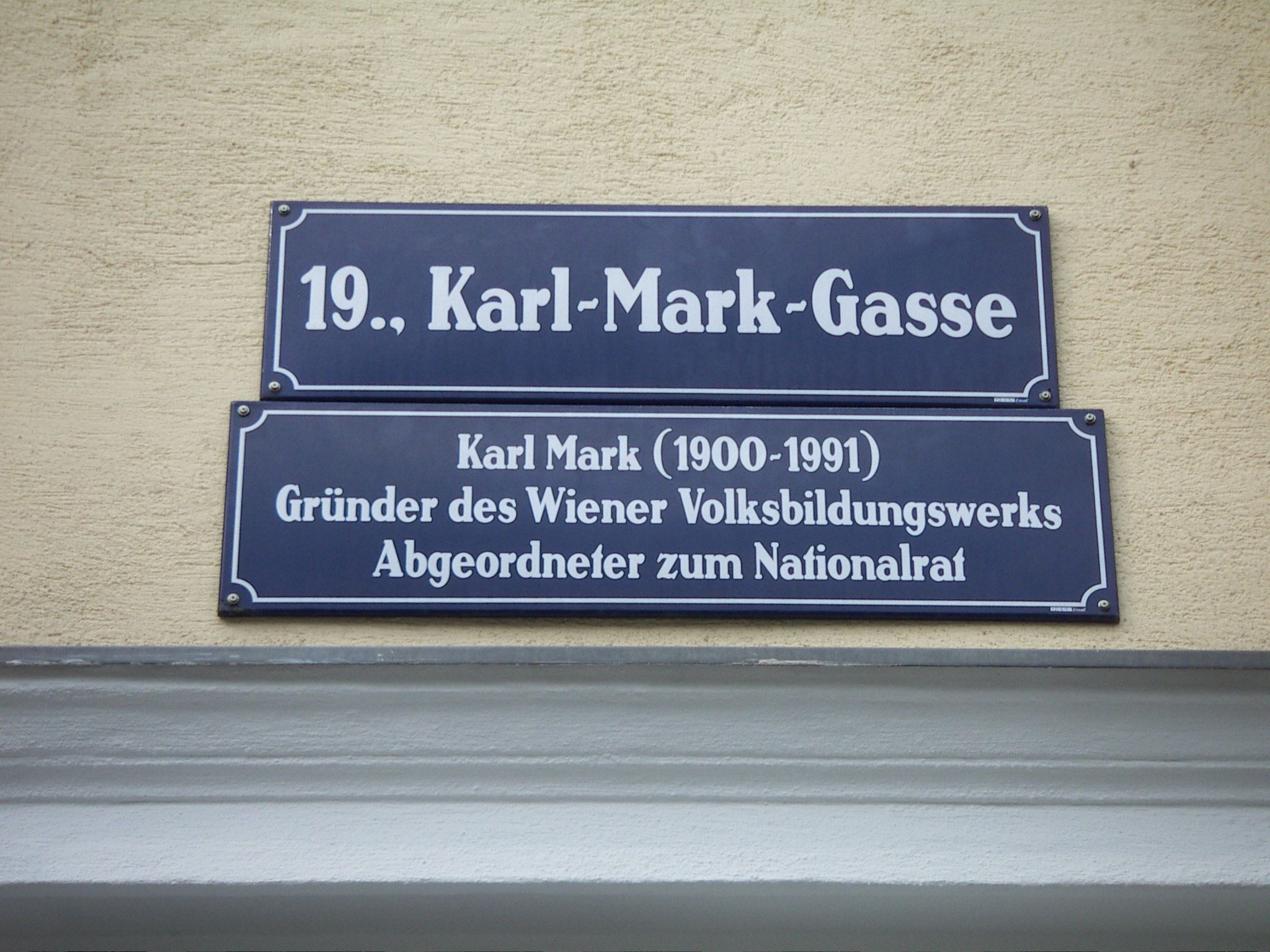
Panneau de la rue Karl-Mark-Gasse

- Kardinal-Innitzer-Platz, nommée en 1985 en l'honneur du cardinal Theodor Innitzer (1875–1955)
- Karl-Mader-Weg, nommé en 1979 en l'honneur du conseiller d'arrondissement (SPÖ) Karl Mader (1892–1962)
- Karl-Mark-Gasse, nommée en 1997 en l'honneur de Karl Mark (de) , maire d'arrondissement (SPÖ) (1900–1991)
- Karthäuserstrasse, nommée en 1896 d'après l'abbaye de chartreux (all. Kartäuser) de Gaming (Basse-Autriche), qui avait encore au XVIIIe siècle la suzeraineté sur Untersievering. Le nom de la rue a été malencontreusement orthographié avec un th.
- Keylwerthgasse, nommée en 1894 en l'honneur d'Ignaz Keylwerth (1811–1885), citoyen d'honneur et bienfaiteur de Salmannsdorf. Précédemment Karolinengasse.
- Khevenhüllerstrasse, nommée en 1894 en l'honneur de Johann Josef Khevenhüller (de) (1706–1776). Khevenhüller était suzerain du village de Pötzleinsdorf, situé sur les emplacements actuels de Döbling et de Währing. Il a été général pendant la guerre de Sept Ans. À l'origine Pötzleinsdorfer Hohlweg, puis Bergsteiggasse.
- Kindergartengasse, nommée d'après le jardin d'enfants (all. Kindergarten) municipal qui s'y trouve.
- Klabundgasse, nommée en 1933 en l'honneur de l'écrivain Klabund (pseudonyme d'Alfred Henschke).
- Kleeblattweg, nommé en 1996 d'après la désignation populaire (« feuille de trèfle »).
- Kliergasse, nommée en 1971 en l'honneur de Karl Magnus Klier (de) (1892–1966), chercheur sur les chansons folkloriques.
- Korntheuergasse, nommée en 1912 en l'honneur de Friedrich Josef Korntheuer (1779–1829) acteur au Burgtheater. Il était aussi régisseur et directeur du théâtre Brünn.
- Koschatgasse, nommée en 1919 en l'honneur de Thomas Koschat (de), compositeur.
- Kosselgasse, nommée en 1933 en l'honneur du prix Nobel Albrecht Kossel (1853–1927).
- Kotekweg, nommé en 1982 en l'honneur de Georg Kotek (de) (1889–1977), chercheur en chansons folkloriques et juriste.
- Kranlweg, nommé d'après l'expression dialectale Kranl pour la Couronne (all. Krone).

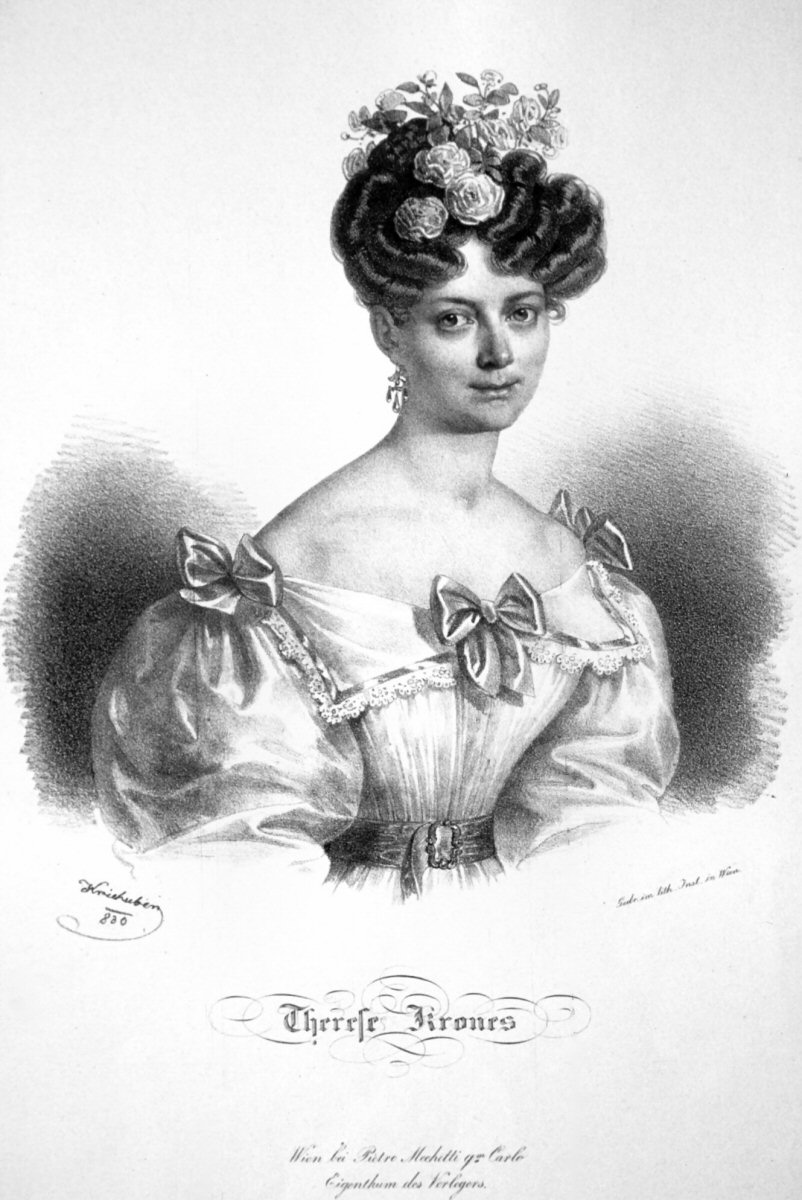
Therese Krones, lithographie de Joseph Kriehuber (1830)

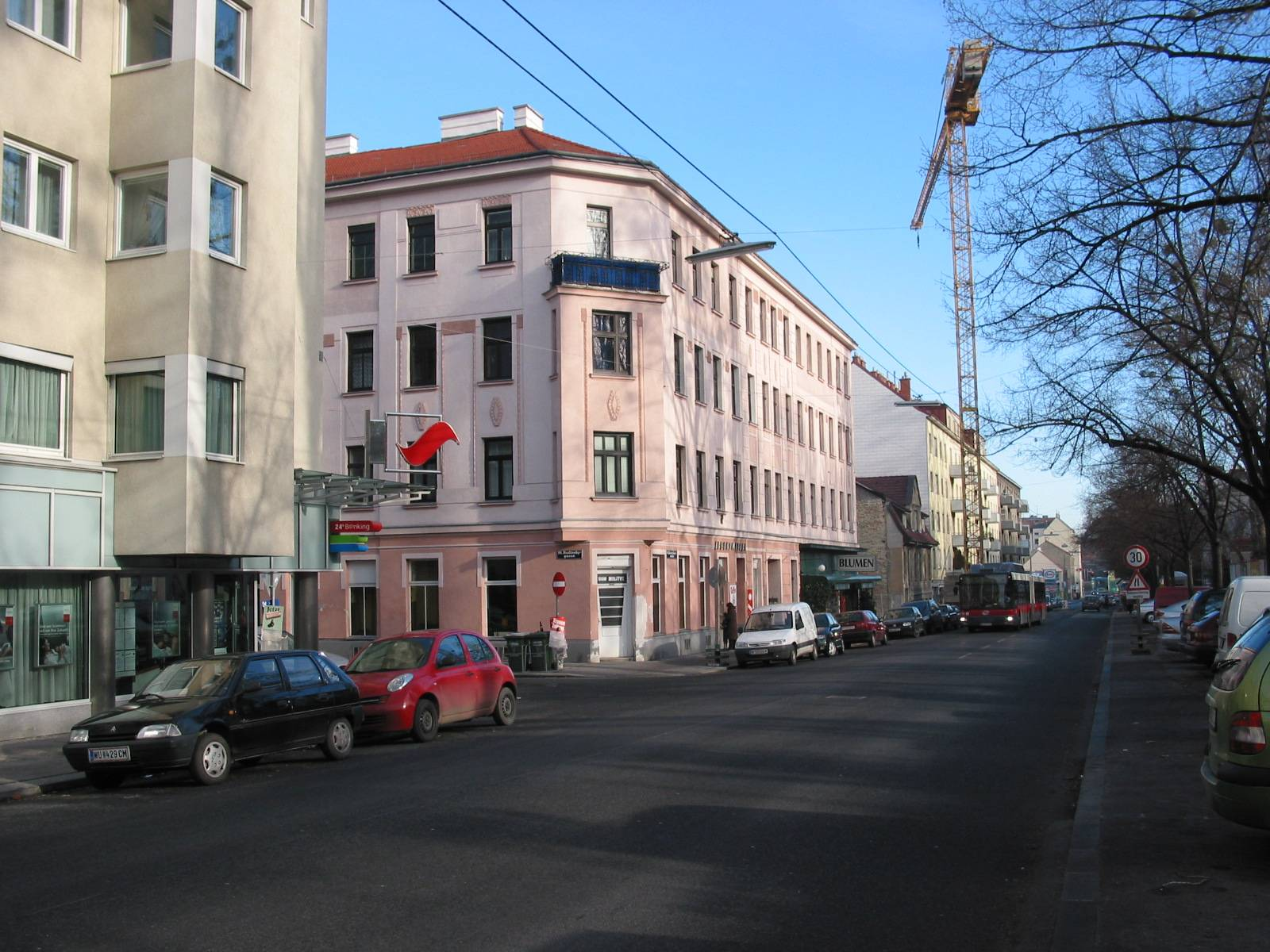
La Krottenbachstrasse

- Krapfenwaldgasse, nommée en 1894 en l'honneur de Franz Joseph Krapf († 1732) et du Krapfenwaldl. Précédemment Kahlenberggasse
- Kratzlgasse, nommée en 1961 en l'honneur de Carl Kratzl (de) (1852–1904), compositeur (Das Glück is a Vogerl)
- Kreilplatz, nommée en 1905 en l'honneur de Karl Kreil (1798–1862), astronome et météorologiste. Précédemment Hagenwiese.
- Kreindlgasse, nommée en 1884 en l'honneur de Franz Kreindl (1840–1908), maire d'Oberdöbling. Kreindl, à part ses fonctions de maire de 1879 à 1891, était propriétaire, et rendit des services pour la construction des écoles.
- Kroneggergasse, nommée en 1936 en l'honneur de Rudolf Kronegger (de) (1875–1929), compositeur de chansons viennoises.
- Kronesgasse, nommée en 1930 en l'honneur de Therese Krones (1801–1830), actrice.
- Krottenbachstrasse, nommée en 1894 d'après le ruisseau Krottenbach. Précédemment Neustiftgasse
- Kuchelauer Hafenstrasse, nommée en 1984 d'après le port de Kuchelau à Vienne, construit en 1875. Ce dernier à son tour avait reçu son nom des potagers (dial. Kuchelgarten) dans la prairie.
- Kuhngasse, nommée en 1949 d'après Wenzel Kuhn (1854–1933), maire d'arrondissement de Döbling (1903–1919), et aubergiste.
- Kupfergasse, nommée en 1973 en l'honneur de Johann Michael Kupfer (1859–1917), peintre et sculpteur.

## L
- Labanweg, nommé en 1966 en l'honneur de Rudolf Laban (1879–1958), danseur, chorégraphe et théoricien de la danse.
- Langackergasse, nommée en 1894 d'après un lieu-dit marécageux, mentionné pour la première fois en 1289. Précédemment Langackerweg et, à Grinzing, Nussdorfer Strasse.
- Langenaugasse, nommée en 1919 en l'honneur de Alois Langenau (1747–1809) chapelain de la Hofburg et bienfaiteur.
- Lannerstrasse, nommée en 1894 en l'honneur de Joseph Lanner (1801–1843), compositeur de valses viennoises.
- Leidesdorfgasse, nommée en 1894 en l'honneur du Dr. Maximilian Leidesdorf (de) (1819–1889), psychiatre. Leidesdorf était directeur de l'« asile de Döbling ». Précédemment Lerchengasse. De 1938 à 1945 Hermann-Löns-Gasse.

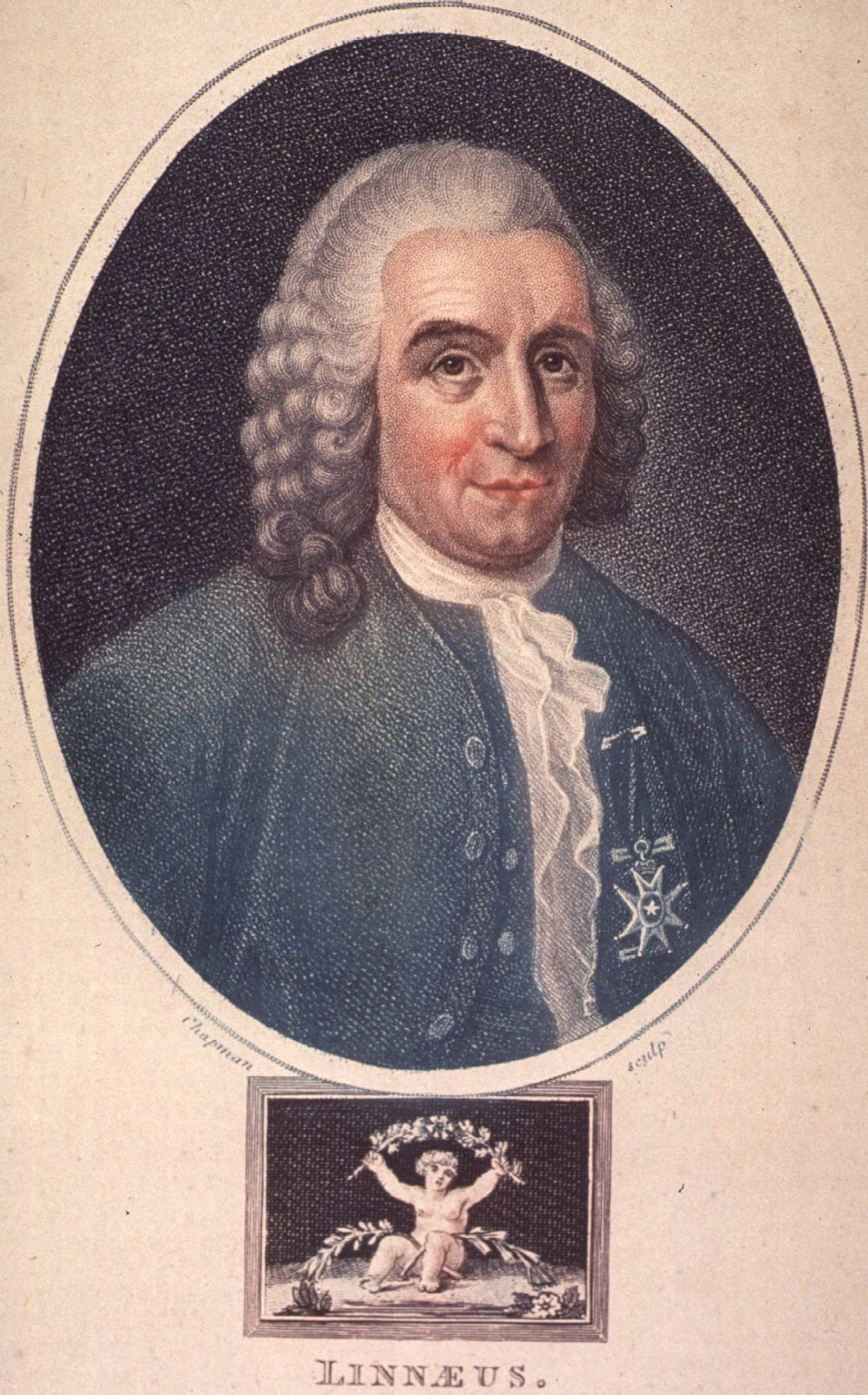
Carl von Linné

- Leopold-Steiner-Gasse, nommée en 1931 en l'honneur de Leopold Steiner (de) (1857–1927), conseiller municipal, puis président du Land de Vienne. Steiner poussa en particulier la construction de l'hôpital psychiatrique de Steinhof (de).
- Liechtenwerder Platz, nommée en 1904 d'après une ancienne île (anc. all. Werd) couverte de prairies sur le Danube, déjà attestée au XIIIe siècle sous le nom de Altliechtenwerd.
- Linneplatz, nommée en 1907 en l'honneur de Carl von Linné (1707–1778), naturaliste.
- Lissbauergasse, nommée en 1875 en l'honneur de Karl Lissbauer († 1861) de 1850 à 1861 maire d'Oberdöbling.
- Lotheissengasse, nommée en 1933 en l'honneur de Ferdinand Lotheissennach (1833–1887), romaniste
- Ludwig-Gruber-Weg, nommé en 1979 en l'honneur de Ludwig Gruber (de) (1874–1964), compositeur.

## M

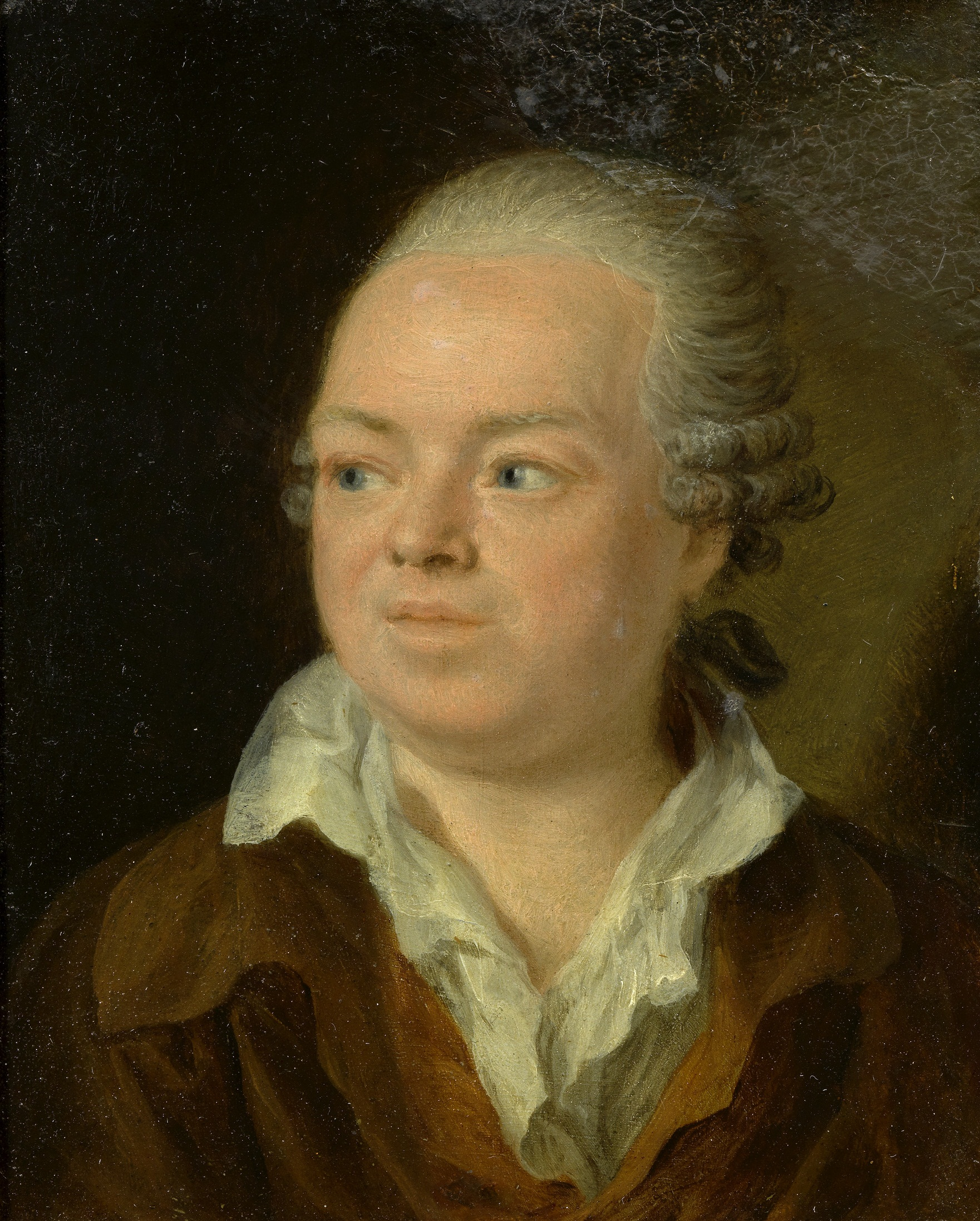
M. J. Schmidt: Portrait du peintre Franz Anton Maulbertsch, vers 1764

- Mannagettagasse, nommée en 1894 en l'honneur de Wilhelm Freiherr von Mannagetta (1588–1666). Mannagetta était médecin personnel des empereurs Ferdinand II, Léopold Ier et Ferdinand III, et propriétaire du Trummelhof à Grinzing. Précédemment Schulgasse.
- Mannagettasteig, idem
- Marianne-Schönauer-Gasse, nommée en 2000 en l'honneur de Marianne Schönauer (1920–1997), actrice. Elle joua au Volkstheater (1945–1948), au Raimundtheater (1949), au Landestheater Salzbourg (de) (1950), au Wiener Stadttheater (de) (1951) et au Theater in der Josefstadt (1951–1987), ainsi que dans de nombreux films.
- Maulbertschgasse, nommée en 1961 en l'honneur de Franz Anton Maulbertsch (1724–1796), peintre baroque.
- Max-Patat-Weg, nommé en 1997 en l'honneur du Prof. Max Patat (1907–1995), chercheur en histoire locale. L'inspecteur supérieur Palat était le directeur du musée d'arrondissement de Döbling.
- Medlergasse, nommée en 1894 en l'honneur de Jakob der Medloer (sic!) curé de Sievering vers 1340. Précédemment Feldgasse.
- Mestrozigasse, nommée en 1963 en l'honneur de Paul Mestrozi (1851–1928), compositeur.
- Michael-Neumann-Gasse, nommée en l'honneur de Michael Neumann (1945–1999), pneumologue et président de l'ordre des médecins autrichien.
- Michaelerwaldweg, nommé à cause de sa direction vers la forêt de Michaelerwald, à son tour nommée d'après l'Ordre des Barnabites (all. cour. Michaeler).
- Mitterwurzergasse, nommée en 1928 en l'honneur de Friedrich Mitterwurzer (de) (1845–1897), acteur au Burgtheater
- Mitterwurzerweg, nommé en 1982 en l'honneur de Wilhelmine Mitterwurzer (1848–1909), actrice au Burgtheater et épouse de Friedrich Mitterwurzer.
- Mooslackengasse, nommée en 1874 d'après le lieu-dit. Le nom provient d'un ancien bras du Danube, qui courait le long de ce qui est aujourd'hui la Heiligenstädter Strasse, et qui a été asséché sous l'empereur Joseph II. Précédemment In der Halterau.
- Muchagasse, nommée en 1978 en l'honneur de Viktor Mucha (1845–1919), médecin et réformateur.
- Mukenthalerweg, nommé en 1906 d'après un nom mentionné pour la première fois en 1298 (Muckenthal an dem Sweinsberg).
- Muthgasse, nommée en 1894 en l'honneur de Leopold Muth (1854–1893), député du Reich. Précédemment Gärtnergasse.

## N
- Nasenweg, nommé à une date inconnue d'après son trajet par-dessus la croupe (all. Nase) du Leopoldsberg.
- Nedergasse, nommée en 1910 en l'honneur de Michael Neder (1807–1882), peintre. Précédemment Langwebergasse.
- Nestelbachgasse, nommée en 1894 d'après le ruisseau Nesselbach (ou Nestelbach). Précédemment Blutgasse.
- Neugebauerweg, nommé en 1960 en l'honneur d'Alfred Neugebauer (de) (1888–1957), acteur au Burgtheater.
- Neustift am Walde, nommée en 1894 en souvenir de l'ancien nom de banlieue Neustift am Walde. Précédemment Wiener Strasse.
- Nottebohmstrasse, nommée en 1921 en l'honneur de Martin Gustav Nottebohm (1817–1882), musicologue. Rallongée en 1990.
- Nussberggasse nommée en 1894 d'après le village de Nussberg, à l'altitude de 332 m. Précédemment Weinberggasse.

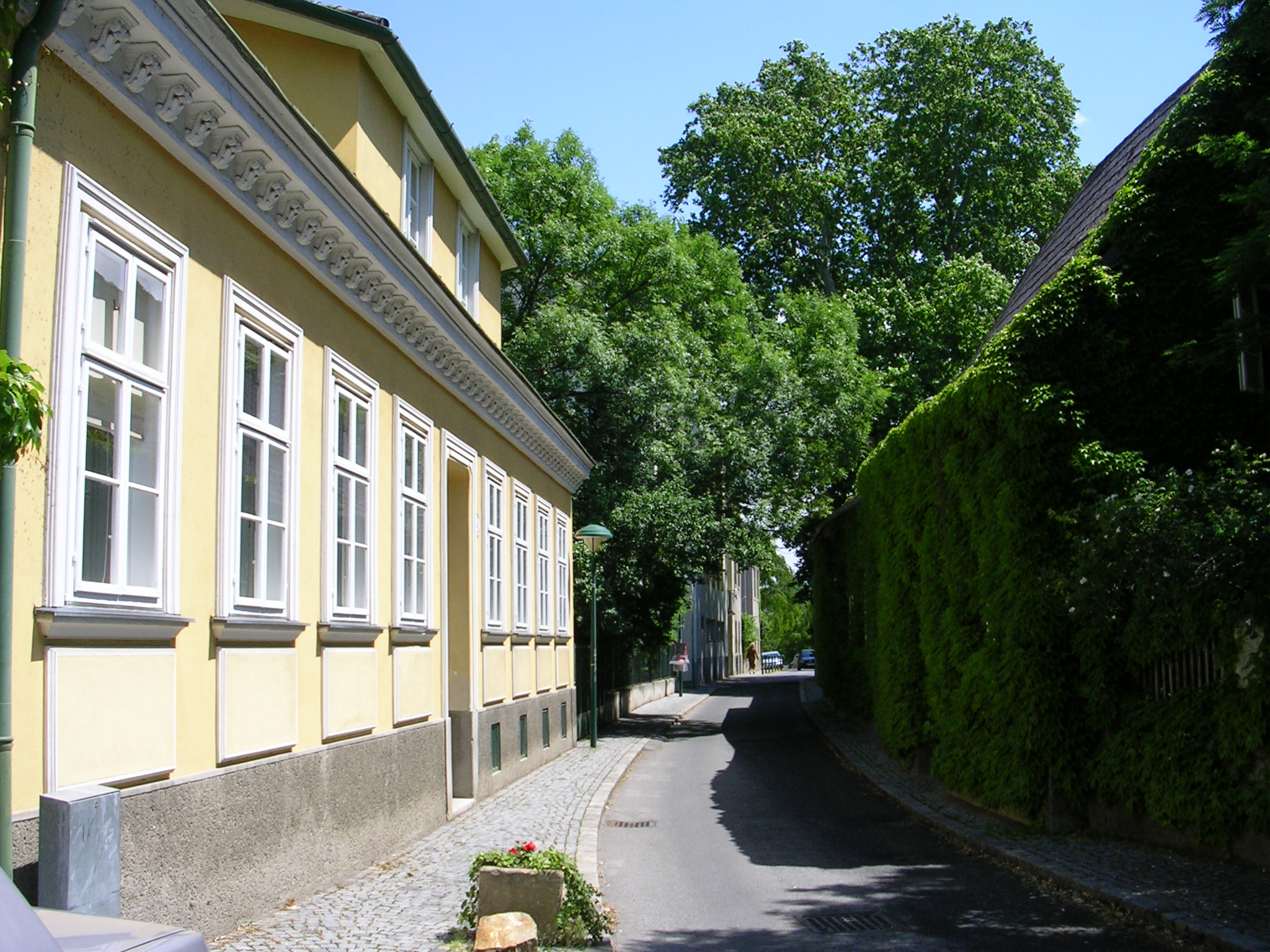
Nusswaldgasse

- Nussdorfer Lände (de) nommée en 1875 d'après sa situation de quai (all. Lände) sur le canal du Danube à Nussdorf. Précédemment partie de la Holzstrasse et de la Wasserzeile.
- Nussdorfer Platz nommé en 1894 d'après le village de Nussberg. À l'origine Hirschenplatz, puis Zimmerplatz et jusque 1894 Hauptplatz.
- Nusswaldgasse nommée en 1894 d'après un ancien lieu-dit. Précédemment vers 1700 Unter-Döblinger Herrengasse, vers 1750 Sommer- und Winterzeile, puis Bachzeile, Herrengasse, déjà en 1828 Nusswaldgasse, puis jusque 1894 Gemeindegasse.

## O
- Oberer Reisenbergweg, nommé en 1912 d'après le Reisenberg (alt. 382 m
- Obersteinergasse, nommée en 1938 en l'honneur de Heinrich Obersteiner (de) (1847–1922), neurologue.
- Obkirchergasse, nommée en 1867 en l'honneur de l'ancien curé de Döbling Peter Obkircher (1782–1869).
- Ohmanngasse, nommée en 1938 en l'honneur de Friedrich Ohmann (1858–1927), architecte.
- Oskar-Spiel-Gasse, nommée en 1963 en l'honneur d'Oskar Spiel (de) (1892–1961), pédagogue.
- Osterleitengasse, nommée en 1894 d'après le lieu-dit. Le nom vient de la pente (all. Leiten) allant vers l'est (all. Osten). Précédemment Schlossgasse et de 1939 à 1945 Hubert-Klausner-Gasse.

## P
- Paletzallee, nommée en l'honneur d'Emanuel Paletz (1816–1900), curé. Paletz a fondé en 1868 la garderie d'enfants à Ottakring (Vienne XVI).
- Pantzergasse, nommée en 1884 en l'honneur de Johann Pantzer, aubergiste, bâtisseur en 1820 de la première maison de la rue.
- Paradisgasse, nommée en 1894 en l'honneur de Maria Theresia von Paradis (1759–1824), compositrice et pianiste. À l'origine Kreuzgasse, puis Paradiesgasse.
- Pater-Zeininger-Platz, nommée en 1997 en l'honneur de Josef Zeininger (de) (1916–1995), prêtre. Zeininger était curé de l'église d’In der Krim, Vicaire épiscopal et fondateur de la jeunesse des travailleurs catholiques d'Autriche (en liaison avec la JOC).
- Paula-Wessely-Weg, nommé en 2002 en l'honneur de Paula Wessely (1907–2000).
- Paul-Ehrlich-Gasse, nommée en 1947 en l'honneur de 1947 Paul Ehrlich (1834–1915), médecin. À l'origine Hinter Grinzinger Brauhaus (1933–1935), puis Paul-Ehrlich-Gasse (1935–1938), et de 1938 à 1947 Guschelbauergasse.
- Peezgasse, nommée en 1926 en l'honneur d'Alexander Peez, historien de la culture et économicien national.
- Perntergasse, nommée en 1910 en l'honneur de Josef Pernter (1848–1908), directeur de l'Établissement central de météorologie et de géodynamique. Précédemment Aussichtsweg.

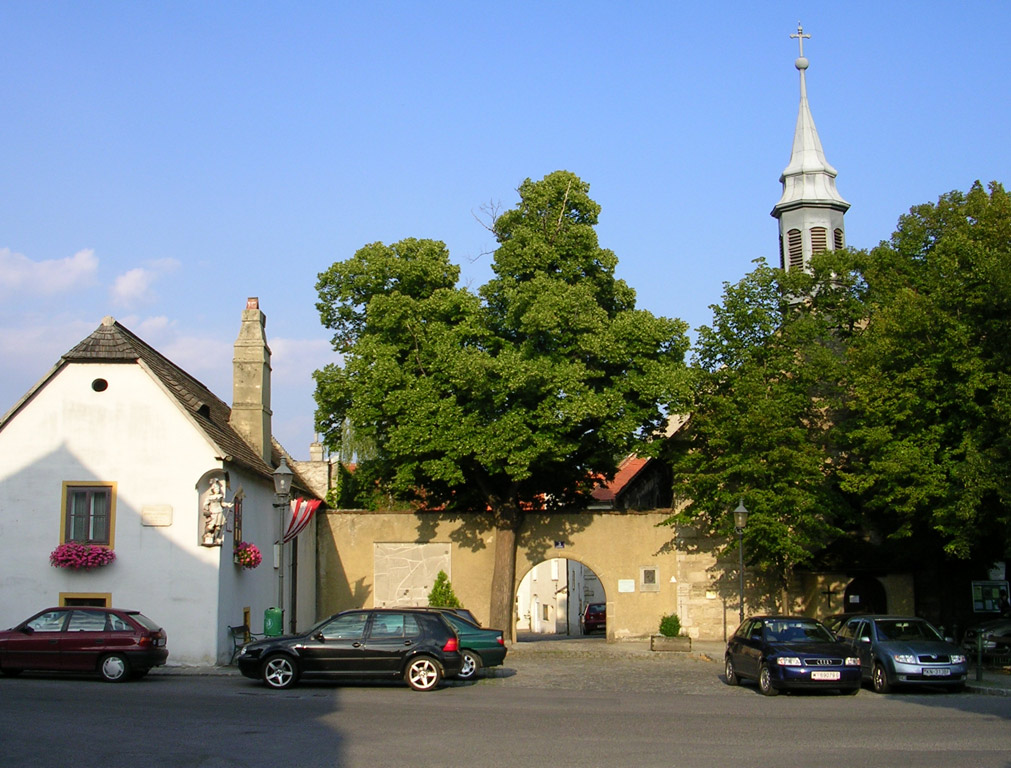
La place de l'église (all. Pfarrplatz) à Heiligenstadt

- Peter-Altenberg-Gasse, nommée en 1929 en l'honneur de Peter Altenberg (1859-1919), écrivain. Précédemment de 1938 à 1947 Droste-Hülshoff-Gasse.
- Peter-Jordan-Strasse, nommée en 1904 en l'honneur de Peter Jordan (de) (1751–1827), agronome.
- Pfarrplatz, nommée en 1894 d'après l'église paroissiale (all. Pfarrei) de Heiligenstadt benannt. De 1935 à 1943 Hermaplatz.
- Pfarrwiesengasse, nommée en 1894 d'après le lieu-dit. Précédemment Karlsgasse.
- Philippovichgasse, nommée en 1926 en l'honneur de Eugen von Philippovich (de) (1858-1917) économiste national.
- Pointenweg, désignation informelle.
- Pokornygasse, nommée en 1894 en l'honneur de Alois Pokorny (1826–1886), naturaliste et directeur de lycée. À l'origine vers 1721 jusque 1800 Kuhdrift, puis en 1819 Viehtriebgasse, et en 1830 Donaustrasse.

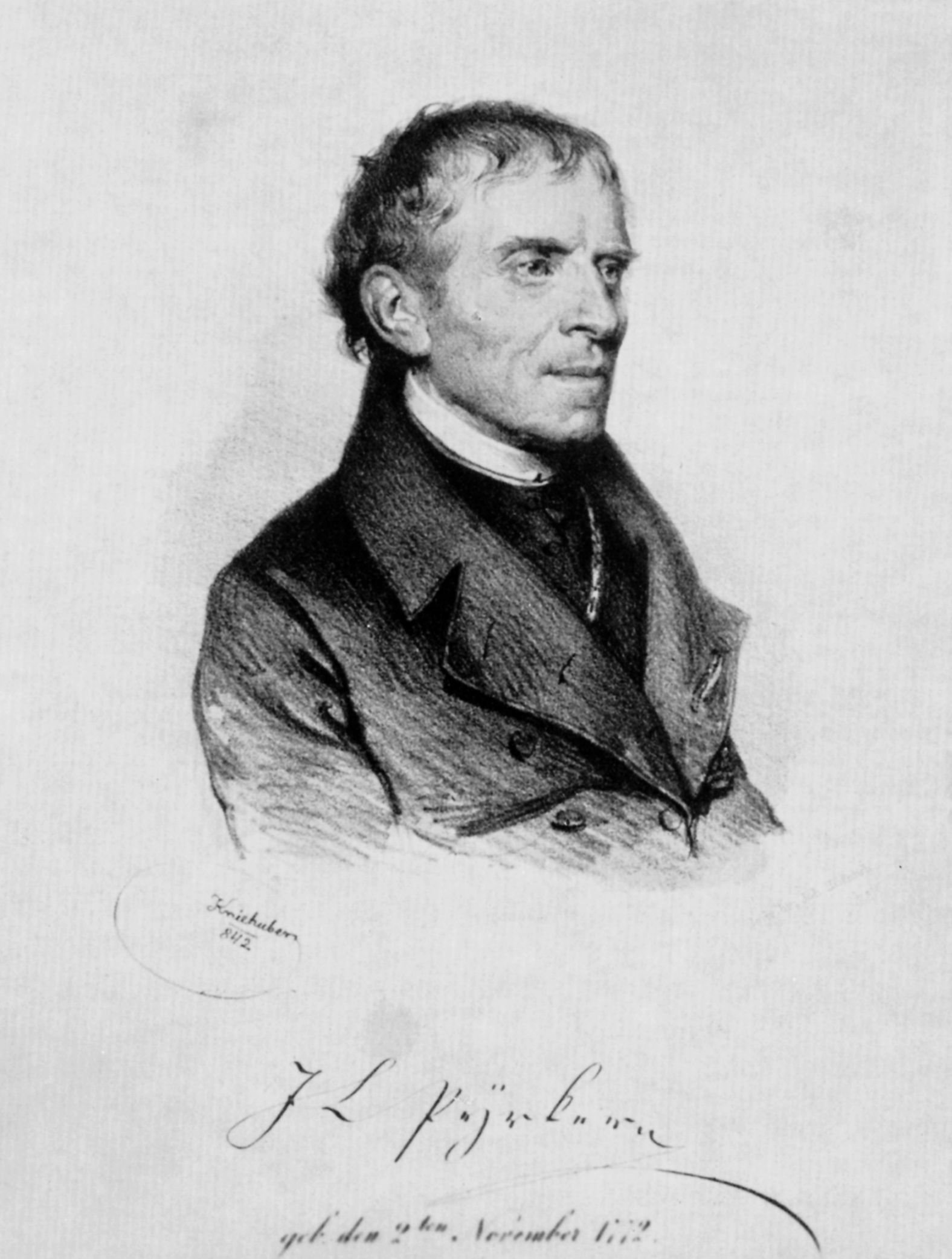
Johann Ladislaus Pyrker, Lithographie de Josef Kriehuber 1842.

- Probusgasse, nommée en 1894 en l'honneur de nach dem römischen Kaiser Probus (232–282), empereur romain, qui avait légalisé la viticulture dans la région viennoise. Précédemment Herrengasse.
- Püchlgasse, nommée en 1938 en l'honneur d'Anton Püchl (1852–1914), inspecteur de l'enseignement. Il avait réformé la scolarité artisanale.
- Pyrkergasse, nommée en 1894 en l'honneur de Johann Ladislaus Pyrker (de) (1772–1847), poète et clerc. À l'origine Plankengasse, puis Parkgasse, et plus tard Alleegasse.

## R
- Radelmayergasse, nommée en 1894 en l'honneur de Johann Nikolaus Radelmayer (1662–1724), aubergiste. Précédemment Leibenfrostgasse.
- Raffelspergergasse, nommée en 1922 en l'honneur de Franz Raffelsperger (1793–1861), écrivain et géologue.
- Raimund-Zoder-Gasse, nommée en 1966 en l'honneur de Raimund Zodernach (1882–1963), chercheur en chansons populaires.
- Rampengasse, nommée à une date inconnue d'après l'ancienne rampe d'accès à la gare de fret de la voie François-Joseph (de).
- Rathstrasse, nommée en 1894 en l'honneur de Leopold Rath (1834–1894), dernier maire de Neustift am Walde. Précédemment Sieveringer Strasse.
- Rehgassl nommé en 1986 d'après l'ancien nom du chemin. Rallongé en 2008.
- Reimersgasse, nommée en 1960 en l'honneur de Georg Reimers (de) (1860–1936), acteur au Burgtheater.
- Reinischgasse, nommée en 1935 en l'honneur de Leo Simon Reinisch (de) (1832–1919), égyptologue. De 1938 à 1947 Langbehngasse.
- Reithlegasse, nommée en 1894 en l'honneur de Johann Reithle (1744–1812). Reithle était vers 1800 juge local à Döbling. Précédemment Hermanstrasse.
- Reumannstrasse, nommée en l'honneur de Jakob Reumann (1853–1925), maire de Vienne (1919-1923).
- Richard-Kralik-Platz, nommée en 1934 en l'honneur de Richard Kralik (de) (1852–1934), écrivain, qui essaya d'unifier les mondes intellectuels de l'antiquité, du romantisme allemand et du catholicisme. À l'origine Weimarer Platz, puis jusque 1920 Carl-Ludwig-Platz
- Ringweg, nommé en 1937 d'après le lieu-dit.
- Rodlergasse, nommée en 1898 en l'honneur de Moritz Rodler (1831–1882), directeur d'école, conseilleur municipal d'Oberdöbling.

- Rosenweg, désignation informelle.

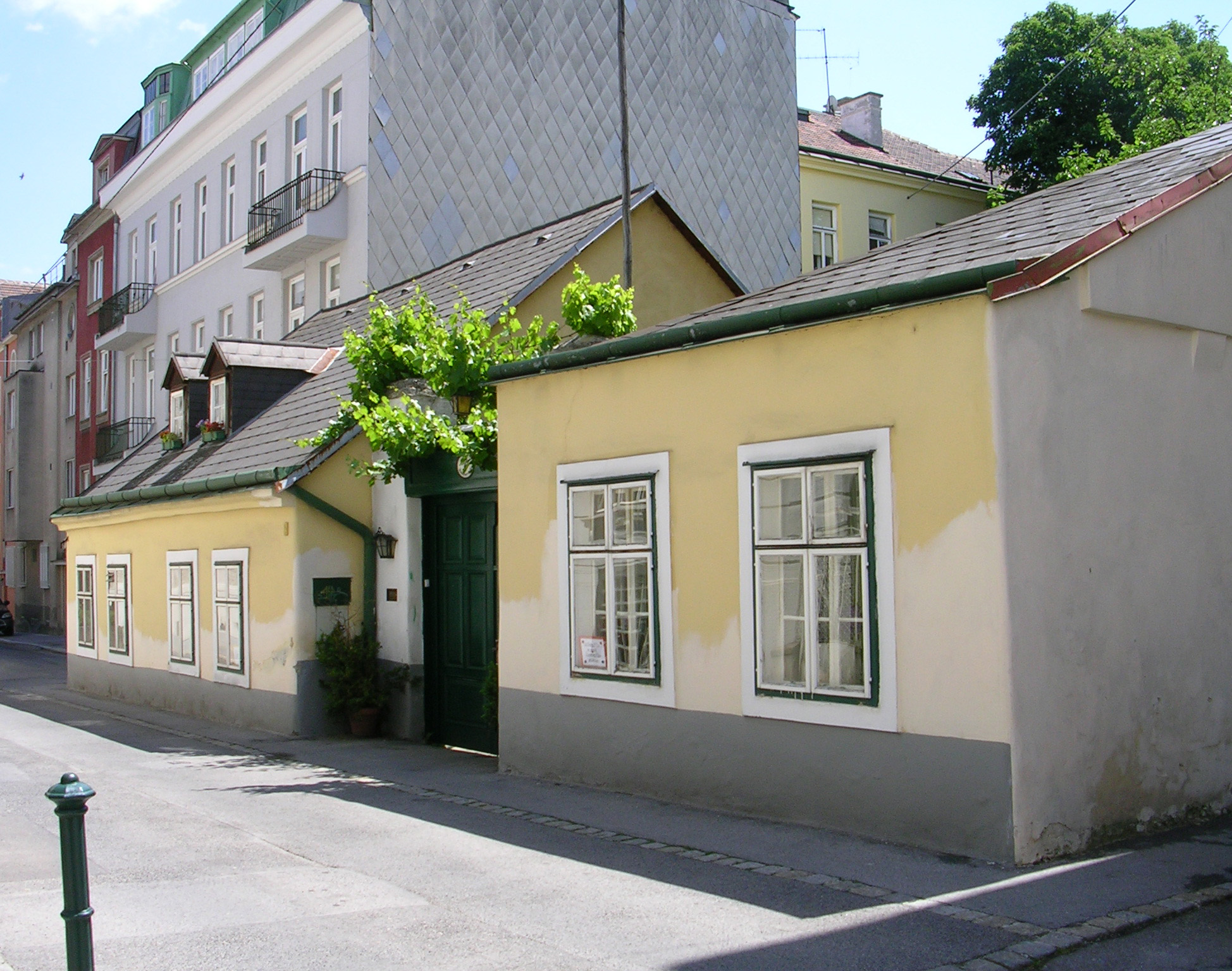
Débit de vin nouveau dans la Rudolfinergasse

- Rückaufgasse, nommée en 1919 en l'honneur de Anton Rückauf (1856–1903), compositeur.
- Rudolfinergasse, nommée en 1894 d'après l'hôpital Rudolfinerhaus (de) construit en 1882. À l'origine vers 1750 Sommer- und Winterzeile, puis en 1828 Kothgasse et jusque 1894 Lange Gasse.
- Rudolf-Friedl-Stiege, nommée en 2008 en l'honneur du Prof. Rudolf Friedl (1921–2007), sculpteur, céramicien et restaurateur d'art.
- Rudolf-Kassner-Gasse, nommée en 1960 en l'honneur de Rudolf Kassner (de) (1873–1959), philosophe. Précédemment, en partie, Springsiedelweg.
- Ruthgasse, nommée en 1894 en l'honneur de Ruth personnage biblique. L'incitation pour donner ce nom a été l'orphelinat israélite construit en 1875. Précédemment Feldgasse, de 1938 à 1947 Zumbuschgasse.

## S
- Saarplatz, nommée en 1908 en l'honneur de Ferdinand von Saar (1833-1906), écrivain, dramaturge et poète lyrique.
- Saileräckergasse, nommée en 1903 d'après le lieu-dit.
- Salmannsdorfer Höhe, nommée en 1925 en souvenir du village de Salmannsdorf.
- Salmannsdorfer Strasse, nommée en 1894 idem. Précédemment Hauptstrasse.
- Sandgasse, nommée en 1894 d'après la carrière de sable située anciennement à cet endroit, ou peut-être un ancien nom de marais. Précédemment Johannesgasse.
- Sarastroweg, nommé en 1963 d'après Sarastro, le personnage de la Flûte enchantée de Mozart.
- Sauerburggasse, nommée en 1914 en l'honneur de la famille Saurer von Sauerburg, suzeraine d'Obersievering de 1559 à 1609.
- Schablergasse, nommée en 1895 d'après le vieux nom de marécage, déjà documenté en 1357.
- Schätzgasse, nommée en 1894 en l'honneur d'Anna Schätz (1814–1853), fondatrice d'une garderie d'enfants à Nussdorf.
- Schatzlsteig, nommé en 1937 en l'honneur du Dr. Josef Schatzl (1862–1936), médecin apprécié.
- Schegargasse, nommée en l'honneur de Benedikt Schegar (1801–1861), maître d'œuvre du « casino de Zögernitz ».
- Scheibelreitergasse, nommée en 1979 en l'honneur de Ernst Scheibelreiter (1892–1973), écrivain.
- Scheibengasse, nommée en 1894 d'après un marais. Précédemment Berggasse.
- Scheimpfluggasse, nommée en 1914 en l'honneur de Theodor Scheimpflug (1865-1911), géodésien.
- Scherpegasse, nommée en 1935 en l'honneur de Hans Scherpe (1853–1929), sculpteur.
- Schreiberweg, nommé en 1874 en l'honneur du propriétaire du terrain vers 1297, secrétaire particulier (all. Schreiber) de la cour ducale.
- Schrottenbachgasse, nommée en 1992 en l'honneur de l'inspecteur de police Ferdinand Schrottenbach (1957–1991) qui fut tué le 16 mars 1991 lors d'un vol à main armée.
- Schulsteig nommé d'après son trajet vers une école. De 1940 à 1945 Nesziweg.
- Seleskowitschgasse, nommée en 1969 en l'honneur de Josef Seleskowitsch (1873–1940), ancien maire d'arrondissement (1919–1934) et professeur
- Sickenberggasse, nommée en 1894 en l'honneur de Ferdinand Sickenberg (1810–1885), grand industriel, et fondateur d'une entreprise de teinturerie-nettoyage à Nussdorf. Précédemment jusque 1873 Fabrikgasse puis Kirchengasse, puis Donaustrasse.
- Sieveringer Strasse, nommée en 1894 en souvenir de l'ancienne ville de banlieue de Sievering. À l'origine Ortsstrasse, puis Obere und Untere Hauptstrasse, et enfin Hauptstrasse.
- Silbergasse, nommée à une date inconnue d'après le lieu-dit.
- Sillerstrasse, nommée en l'honneur de Franz Josef Siller (1893–1924). Siller était président de l'union centrale des propriétaires de jardins ouvriers et pionnier du lotissement.
- Silvaraweg, nommé en 1966 en l'honneur de Geza Silvara (1876–1938), écrivain.
- Siolygasse, nommée en 1963 en l'honneur de Johann Sioly (de) (1843–1911), compositeur de chansons viennoises.

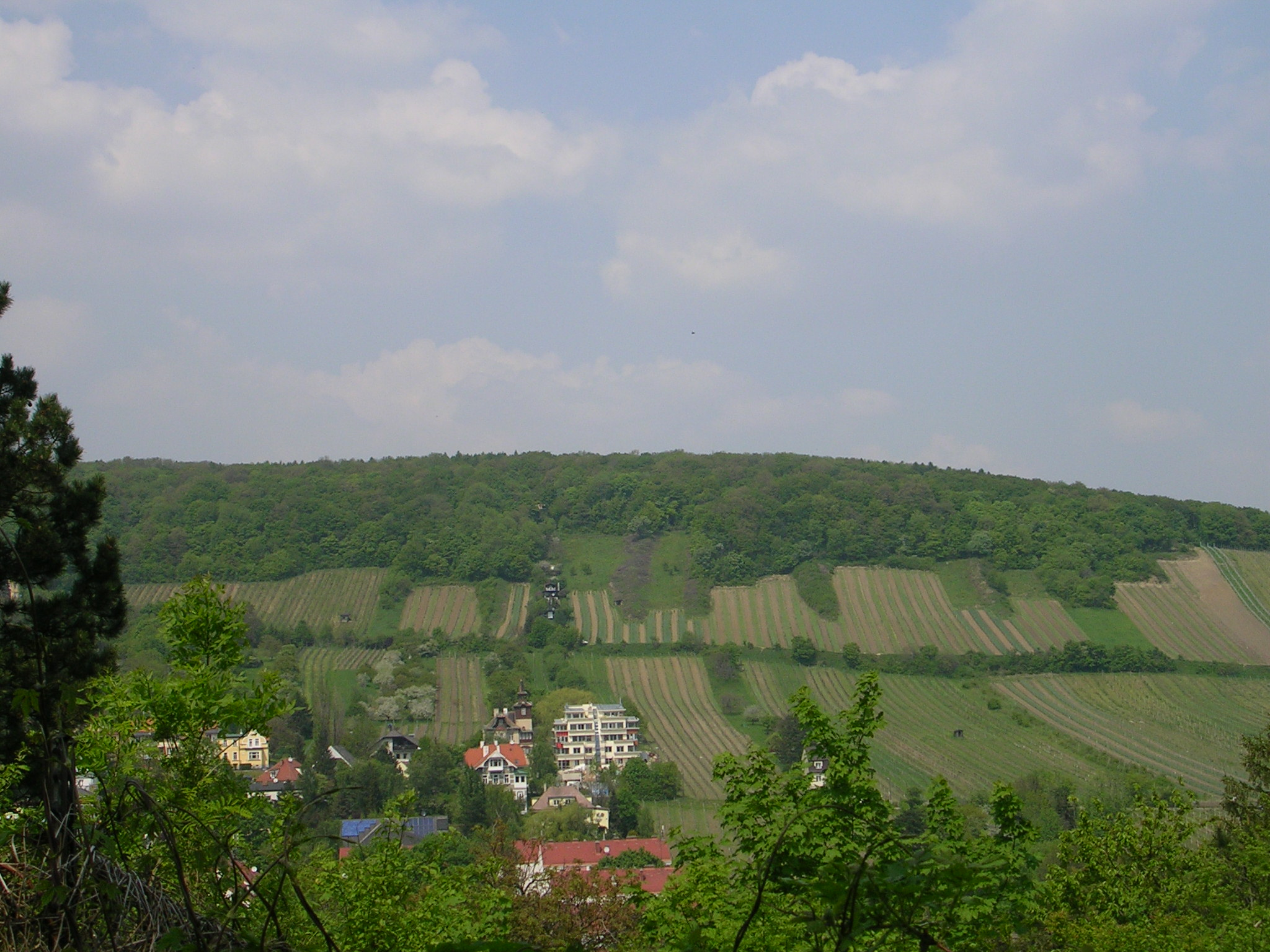
Le Neuberg vu depuis le Sommerhaidenweg.

- Sollingergasse, nommée en 1906 en l'honneur de Johann Sollinger (1795–1850), topographe.
- Sommergasse, nommée en 1888 en l'honneur de Rudolf Sommer (1838–1918), propriétaire et bienfaiteur.
- Sommerhaidenweg, nommé en 1901 d'après le lieu-dit.
- Sonnbergplatz, nommée en 1875 d'après le lieu-dit documenté pour la première fois en 1351 sous la forme in den Sueenberg.
- Sonnleitensteig, nommé en 1919 d'après le lieu-dit signifiant montée (all. Steig) vers un versant (all. Leite) plein de soleil (all. Sonne).
- Spiessweg, nommé en 1912 en l'honneur de Simon Spiess (1852–1902), capitaine de pompiers et conseiller d'arrondissement.
- Springsiedelgasse, nommée en 1910 d'après le lieu-dit. Précédemment Springsiedelweg.
- Starkfriedgasse, nommée en 1900 en l'honneur de Starkfried (Starichfried) von Patzelinesdorf qui était vers 1136 suzerain de Pötzleinsdorf.
- Stefan-Esders-Platz, nommée en 1935 en l'honneur de Stefan Esders, mécène de l'église de Kaasgraben. À l'origine Hohenwartplatz, puis Ettingshausenplatz.
- Steinbüchlweg, nommé en 1892 d'après le lieu-dit déjà documenté en 1328 comme Steinpul et Steinpüchl.
- Steinfeldgasse, nommée en 1901 en l'honneur de Franz Steinfeld (1787–1868), peintre paysagiste, professeur à l'académie des arts décoratifs.
- St.-Georg-Platz, nommée en 1895 en l'honneur de St Georges, patron de l'église du Kahlenbergerdorf.
- Strassergasse, nommée en 1894 en l'honneur de Johann Strasser (1807–1873), maire de Grinzing. Précédemment Ferstelgasse, de 1938 à 1945 Saarlandgasse.
- Strehlgasse, nommée en 1896 en l'honneur de Johann Strehl (1801–1862), professeur de mathématiques et directeur d'école.
- Stürzergasse, nommée en 1933 en l'honneur de Rudolf Stürzer (1865–1926), poète folklorique viennois.
- Sulzweg, nommé en 1894 d'après un ancien lieu-dit.
- Suttingergasse, nommée en 1913 en l'honneur du capitaine Daniel Suttinger (1640–1690), topographe qui établit en 1683 un plan de Vienne.

## T

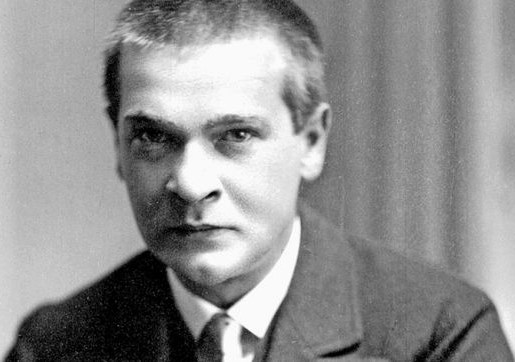
Georg Trakl

- Tallesbrunngasse, nommée en 1906 en l'honneur de la famille Tallesbrunn, qui possédait la région, et a donné des terrains pour le couvent des Écossais
- Taminoweg, nommé en 1963 en l'honneur de Tamino, le personnage de La Flûte enchantée.
- Telekygasse, nommée en 1963 en l'honneur de Ludwig Teleky (de) (1872–1957), médecin.
- Thimiggasse, nommée ainsi en l'honneur de Hans Emil Thimig, acteur, réalisateur et metteur en scène.
- Traklgasse, nommée en 1958 en l'honneur de Georg Trakl (1887-1914), poète lyrique.
- Traminergasse, nommée en 1873 d'après le cépage Traminer.
- Trautenauplatz, nommée en 1914 en mémoire de la Bataille de Trautenau, où les Autrichiens, sous le feld-maréchal Gablenz ont battu les Prussiens.
- Trummelhofgasse, nommée en 1935 d'après le Trummelhof (au 30 de la Cobenzlgasse). Précédemment Paul-Ehrlich-Gasse

## U

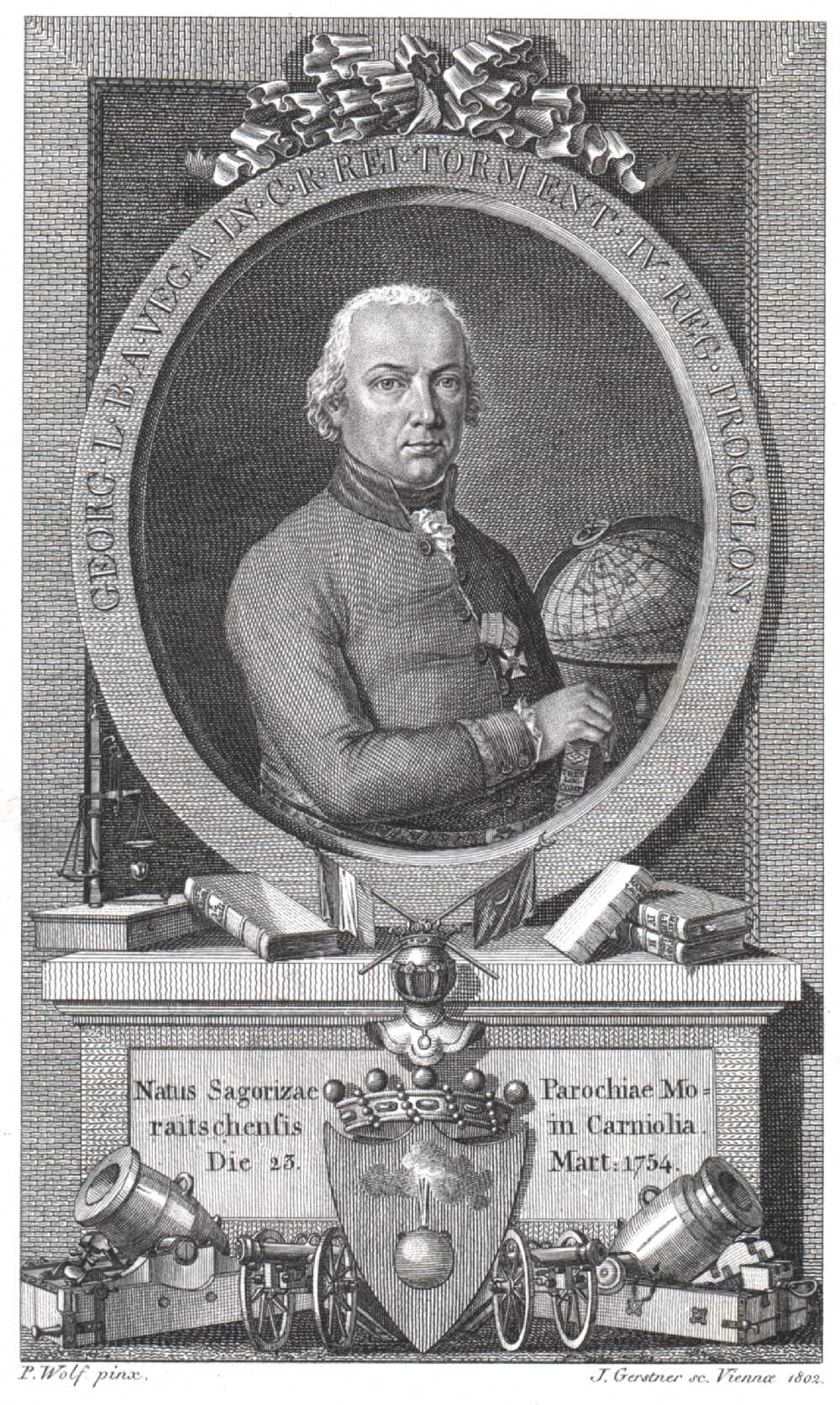
Georg Freiherr von Vega

- Uferweg, nommé d'après le lieu-dit, le long de la rive (all. Ufer) de l'Arbesbach.
- Unterer Reisenbergweg, nommé en 1912 d'après sa position sur le Reisenberg.
- Unterer Schreiberweg, nommé en 1912 d'après sa position le long du Schreiberbach.
- Unterer Weisleitenweg, nommé en 1961 d'après un ancien lieu-dit.

## V
- Vegagasse, nommée en 1893 en l'honneur de Georg Freiherr von Vega (1754-1802), ingénieur et mathématicien.
- Veltzegasse, nommée en 1935 en l'honneur de Alois Veltze (1864–1927), historien militaire.
- Villenweg, origine inconnue, peut-être des nombreuses villas qui se trouvent le long du chemin.
- Vormosergasse, nommée en 1894 en l'honneur de Jörg Vormoser, vers 1500 curé de Döbling. Précédemment Kirchengasse.

## W
- Währinger Gürtel, nommée en 1894 en souvenir du nom de l'ancien village de Währing. Précédemment Gürtelstrasse
- Waldaugasse, nommée en 1960 en l'honneur de Gustav Waldau (de) (1871-1958), acteur.
- Waldbachsteig, nommé en 1895 d'après le Waldbach qui y coule.
- Wallmodengasse, nommée en 1906 en l'honneur du général de cavalerie Ludwig von Wallmoden-Gimborn.
- Wasserschlossweg nommé en 1997 d'après le château d'eau (all. Wasserschloss) de Hackenberg
- Weilgasse, nommée en 1894 en l'honneur de Karl Weil (1819–1877), grossiste en vins, conseiller municipal d'Oberdöbling, bienfaiteur. Précédemment Promenade.
- Weimarer Strasse, nommée en 1919 pour exprimer l'amitié avec la République de Weimar. À l'origine Lederergasse, puis Gerbergasse.
- Weinberggasse, nommée en 1876 d'après sa situation dans les vignes (all. Weinberg).
- Weinzingergasse, nommée en 1877 en l'honneur de Johann Weinzinger (1830–1890), marchand de bois et propriétaire, conseiller municipal.
- Wenckebachgasse, nommée en 1962 en l'honneur de Karel Frederik Wenckebach (de) (1864-1940), cardiologue.
- Wendelstattweg, désignation officieuse.
- Werkmanngasse, nommée en 1926 en l'honneur de Josef Werkmann sous son vrai nom Joseph Medelsky (1854–1924), poète ouvrier
- Wiener Schüttau, nommée en 1966 d'après une île du Danube inondable (all. aufgeschüttet")
- Wigandgasse, nommée en 1895 en l'honneur de Gundacker von Thernberg surnommé Wigand von Theben, curé du Kahlenbergerdorf de 1330 à 1339.
- Wilbrandtgasse, nommée en 1919 en l'honneur d'Adolf von Wilbrandt, écrivain allemand
- Wilckensweg, nommé en 1960 en l'honneur de Dr. Martin Wilckens (1834–1897), professeur à l'École des hautes études agronomiques de l'université de Vienne (de)
- Wildgrubgasse, nommée en 1873 d'après un lot de forêts sauvages (all. wild), jamais carrossables.
- Wilhelm-Busch-Gasse, nommée en 1927 en l'honneur de Wilhelm Busch (1832-1908), poète, dessinateur et peintre.
- Willi-Forst-Weg, nommé en 1993 en l'honneur de Willi Forst (1903-1980), acteur, scénariste et metteur en scène.
- Windhabergasse, nommée en 1876 en l'honneur de Rupert Windhaber (1831–1876), maire de Sievering.
- Wolfsgrubergasse, 1935 nach dem Kirchenhistoriker Coelestin Wolfsgruber (1848–1934) benannt
- Wollergasse, nommée en 1894 en l'honneur de Franz Woller (1771–1839), propriétaire des bains de Heiligenstadt. Précédemment Hohe Warte
- Würthgasse, nommée en 1894 en l'honneur de Heinrich Anton Edler von Würth (1789–1875), suzerain d'Oberdöbling depuis 1824. Précédemment Annagasse.

## Z

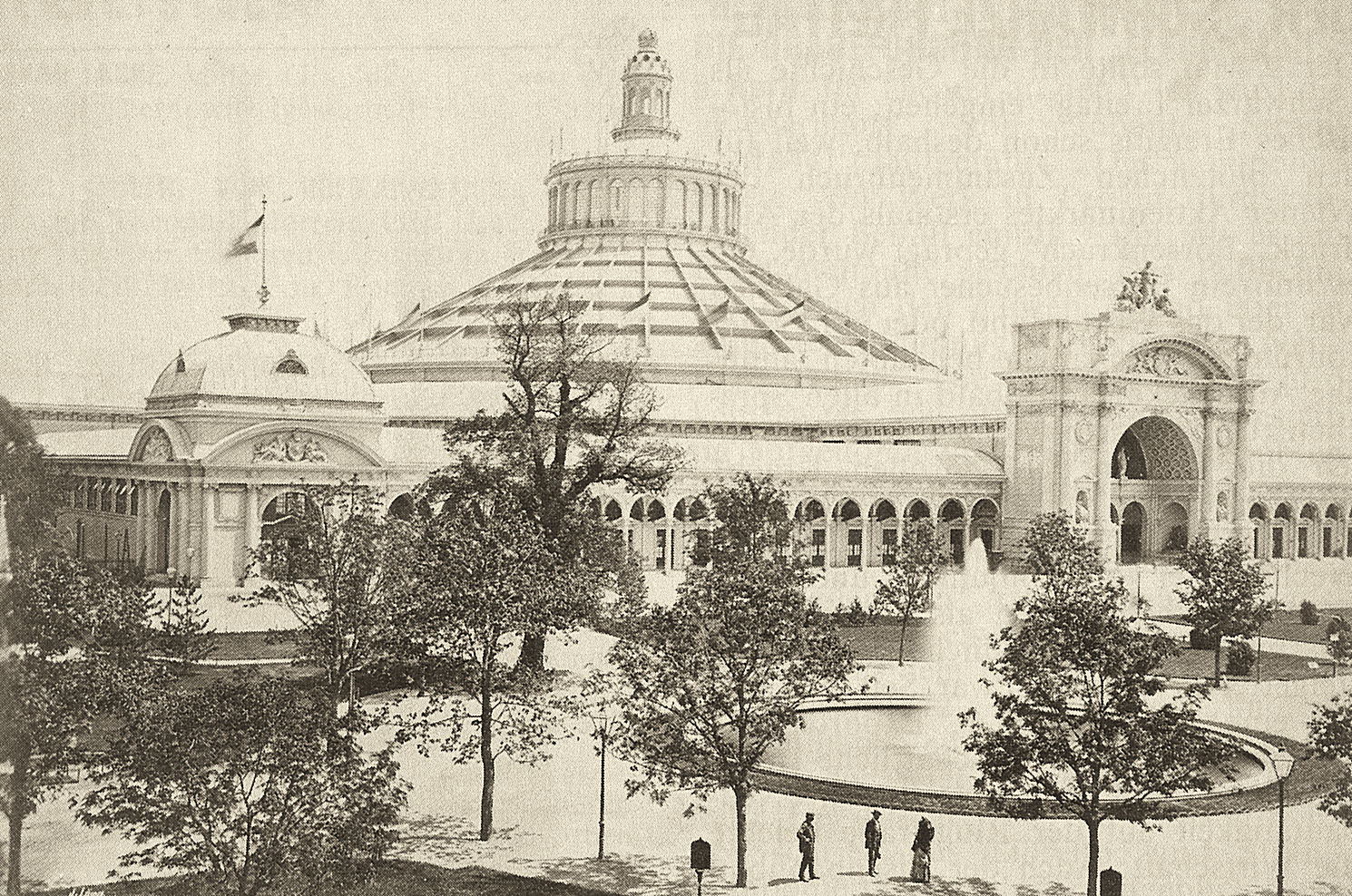
Rotonde construite pour l'exposition internationale de 1873.

- Zahnradbahnstrasse, nommée en 1875 d'après le chemin de fer à crémaillère construit sur le Kahlenberg pour l'exposition internationale de 1873.
- Zehenthofgasse, nommée en 1879 d'après un domaine documenté en 1512. Précédemment Schmiedgasse
- Zerritschgasse, nommée en 1957 en l'honneur de Fritz Zerritsch l'aîné (de) (1865–1938), sculpteur.
- Zierleitengasse, nommée en 1894 d'après le ruisseau qui y coule. Précédemment Neuberggasse
- Zimmerlweg, nommé en 1992 en l'honneur de Christl Zimmerl (de) (1939-1976), danseuse.
- Zuckerkandlgasse, nommée en 1925 en l'honneur d'Emil Zuckerkandl (1849-1910), anatomiste et anthropologue. De 1938 à 1947 Stellwaggasse
- Zum weissen Kreuz, nommée en 1974 d'après un ancien pilier de vigne.
- Zwillinggasse, nommée en 1933 en l'honneur de Viktor Zwilling (1861–1931), professeur, député à l'assemblée du Land, directeur de l'asile pour enfants Humanitas. De 1895 à 1933 Kinderasylgasse.

## Noms historiques
- Adlergasse, voir Geweygasse
- Alleegasse, voir Pyrkergasse
- Am Berg, voir Eichelhofstrasse
- Am Dreimarkstein, voir Dreimarksteingasse
- An der Stiege, voir Billrothstrasse
- Annagasse, voir Würthgasse
- Artariagasse, voir Glatzgasse
- Auf der Osterleiten, voir Döblinger Hauptstrasse
- Aussichtsweg, voir Perntergasse
- Bachzeile, voir Nusswaldgasse
- Beethovengasse, voir Eroicagasse
- Berggasse, voir Celtesgasse, Cobenzlgasse, Hackhofergasse et Scheibengasse
- Bergsteiggasse, voir Khevenhüllerstrasse
- Blutgasse, voir Nestelbachgasse
- Bräuhausgasse, voir Cobenzlgasse et Freihofgasse
- Carl-Ludwig-Platz, voir Richard-Kralik-Platz
- Dänenplatz, voir Dänenstrasse
- Dionysius-Andrassy-Strasse, voir Geistingergasse
- Dittesgasse, voir Gustav-Tschermak-Gasse
- Döblingergasse, voir Elmargasse
- Donaustrasse, voir Pokornygasse et Freihofgasse
- Dumreichergasse, voir Gersunygasse
- Ettingshausenplatz, voir Stefan-Esders-Platz
- Exportakademiestrasse, voir Franz-Klein-Gasse
- Fabrikgasse, voir Sickenberggasse
- Färbergasse, voir Hackhofergasse
- Feldgasse, voir Gymnasiumstrasse, Medlergasse et Ruthgasse
- Ferdinandsgasse, voir Dollinergasse
- Ferstelgasse, voir Strassergasse
- Friedhofstrasse, voir An den langen Lüssen
- Friedlgasse, voir Eduard-Pötzl-Gasse
- Gärtnergasse, voir Hohenauergasse et Muthgasse
- Gaswerkgasse, voir Franz-Klein-Gasse
- Gemeindegasse, voir Nusswaldgasse
- Gerbergasse, voir Weimarer Strasse
- Grinzinger Friedhofstrasse, voir An den langen Lüssen
- Grinzinger Strasse, voir Billrothstrasse, Daringergasse et Grinzinger Allee
- Gürtelstrasse, voir Währinger Gürtel
- Hagenwiese, voir Kreilplatz
- Hauptgasse, voir Döblinger Hauptstrasse
- Hauptplatz, voir Nussdorfer Platz
- Hauptstrasse, voir Döblinger Hauptstrasse
- Hauptstrasse, voir Salmannsdorfer Strasse et Sieveringer Strasse
- Heiligenstädter Strasse, voir Grinzinger Strasse et Hammerschmidtgasse
- Heinikelgasse, voir Hungerbergstrasse
- Hermanstrasse, voir Reithlegasse
- Hermaplatz, voir Pfarrplatz
- Herrengasse, voir Dreimarksteingasse, Greinergasse et Nusswaldgasse
- Himmelstrasse, voir Bellevuestrasse
- Hinter Grinzinger Brauhaus, voir Paul-Ehrlich-Gasse
- Hirschengasse, voir Billrothstrasse
- Hirschenplatz, voir Nussdorfer Platz
- Hochschulstrasse, voir Gregor-Mendel-Strasse
- Hofzeile, voir Döblinger Hauptstrasse
- Hohe Warte, voir Wollergasse
- Hohenwartgasse, voir Ettingshausengasse
- Hohenwartplatz, voir Stefan-Esders-Platz
- Hohe-Warte-Gasse, voir Hungerbergstrasse
- Hufsteig, voir Heiligenstädter Lände
- In den Sätzen, voir Billrothstrasse
- In der Halterau, voir Mooslackengasse
- Johannesgasse, voir Sandgasse
- Josef-Friedl-Gasse, voir Eduard-Pötzl-Gasse
- Kahlenberger Weg, voir Kahlenberger Strasse
- Kahlenberggasse, voir Krapfenwaldgasse
- Karlsgasse, voir Pfarrwiesengasse
- Karolinengasse, voir Keylwerthgasse
- Kinderasylgasse, voir Zwillinggasse
- Kirchengasse, voir Eyblergasse, Greinergasse, Himmelstrasse, Sickenberggasse et Vormosergasse
- Kosselgasse, voir Hocheneggasse
- Kothgasse, voir Rudolfinergasse
- Kreuzgasse, voir Paradisgasse
- Kuhdrift, voir Pokornygasse
- Langackerweg, voir Langackergasse
- Lange Gasse, voir Kahlenberger Strasse, Rudolfinergasse
- Langwebergasse, voir Nedergasse
- Lederergasse, voir Weimarer Strasse
- Leibenfrostgasse, voir Radelmayergasse
- Leopoldigasse, voir Gebhardtgasse
- Lerchengasse, voir Leidesdorfgasse
- Maridiangasse, voir Dänenstrasse
- Marienstrasse, voir Chimanistrasse, Hameaustrasse
- Mostlergasse, voir Glatzgasse
- Mühlgasse, voir Böhmmühlgasse
- Neuberggasse, voir Zierleitengasse
- Neugasse, voir Hardtgasse
- Neustiftgasse, voir Agnesgasse, Krottenbachstrasse
- Nussdorfer Strasse, voir Heiligenstädter Strasse, Langackergasse
- Nussdorfer Weg, voir Heiligenstädter Strasse
- Obere Hauptstrasse, voir Sieveringer Strasse
- Ortsstrasse, voir Sieveringer Strasse
- Paradiesgasse, voir Paradisgasse
- Parkgasse, voir Pyrkergasse
- Parkstrasse, voir Hasenauerstrasse
- Paul-Ehrlich-Gasse, voir Trummelhofgasse
- Peregringasse, voir Iglaseegasse
- Plankengasse, voir Pyrkergasse
- Pötzleinsdorfer Hohlweg, voir Khevenhüllerstrasse
- Pötzleinsdorfer Strasse, voir Hartäckerstrasse
- Prälatenkreuzgasse, voir Devrientgasse
- Prinz-Eugen-Strasse, voir Felix-Mottl-Strasse
- Promenade, voir Weilgasse
- Quergasse, voir Holzgasse
- Rosinagasse, voir Glatzgasse
- Schlossgasse, voir Osterleitengasse
- Schmiedgasse, voir Zehenthofgasse
- Schulgasse, voir Mannagettagasse
- Schulweg, voir Aussichtsweg
- Severinusgasse, voir Fröschelgasse
- Sieveringer Strasse, voir Rathstrasse
- Sommerzeile, voir Cobenzlgasse, Nusswaldgasse et Rudolfinergasse
- Springsiedelweg, voir Rudolf-Kassner-Gasse, Springsiedelgasse
- Theresiengasse, voir Gatterburggasse
- Trepperweg, voir Hermann-Pacher-Gasse
- Unter-Döblinger Herrengasse, voir
- Untere Hauptstrasse, voir Sieveringer Strasse
- Viehtriebgasse, voir Pokornygasse
- Währinger Weg, voir Gymnasiumstrasse
- Weimarer Platz, voir Richard-Kralik-Platz
- Weinberggasse, voir Nussberggasse
- Wiener Strasse, voir Armbrustergasse, Grinzinger Allee, Hohe Warte et Neustift am Walde
- Wiesendorferstrasse, voir Brechergasse
- Winterzeile, voir Himmelstrasse, Nusswaldgasse et Rudolfinergasse
- Wollerstrasse, voir Hohe Warte
- Zimmerplatz, voir Nussdorfer Platz
- Zinkengasse, voir Eyblergasse

1938–1945
- Berliner Strasse, voir Heiligenstädter Strasse
- Droste-Hülshoff-Gasse, voir Peter-Altenberg-Gasse
- Frobergergasse, voir Kammerergasse
- Guschelbauergasse, voir Paul-Ehrlich-Gasse
- Hans-Hirsch-Gasse, voir Büdingergasse
- Hermann-Löns-Gasse, voir Leidesdorfgasse
- Hubert-Klausner-Gasse, voir Osterleitengasse
- Langbehngasse, voir Reinischgasse
- Nesziweg, voir Schulsteig
- Saarlandgasse, voir Strassergasse
- Stellwaggasse, voir Zuckerkandlgasse
- Zumbuschgasse, voir Ruthgasse